# Special Activities Center
Lo Special Activities Center in acronimo SAC (Special Activities Division ovvero SAD) fino al 2016. è una divisione della CIA preposta alle operazioni coperte e alle operazioni paramilitari.

Nel SAC ci sono due gruppi separati: SAC/SOG (Special Operations Group) per le operazioni tattiche paramilitari e SAC/PAG (Political Action Group) per le azioni politiche coperte.
Lo Special Operations Group (SOG) è un dipartimento interno a SAC preposto ad operazioni, anche clandestine o coperte e ad alto rischio, con le quali il governo USA non può essere palesemente associato. Di conseguenza, i membri dell'unità, detti Paramilitary Operations Officers e Specialized Skills Officers, non portano tipicamente oggetti o capi d'abbigliamento (cioè uniformi militari) che li potrebbero collegare al governo federale.
Se questi operatori fossero compromessi durante una missione, il governo potrebbe negare ogni conoscenza in proposito. 
Il gruppo spesso ingaggia ex appartenenti a unità speciali delle forze armate quali Green Beret, Ranger, Delta Force, Raider, Navy SEAL, STO, CCT e PJ, ed altri reparti delle United States Armed Forces.
I Paramilitary Operations Officer del SOG vantano la maggior parte delle Distinguished Intelligence Cross e Intelligence Star conseguite in conflitti o incidenti che hanno richiesto l'intervento della CIA. Si tratta delle due più alte onorificenze al valore riconosciute dalla CIA. Un encomio che attribuisca l'una o l'altra di queste decorazioni rappresenta il più alto onore concesso dalla CIA in riconoscimento di egregio valore ed eccellenza nell'adempimento del dovere. Gli agenti SAC/SOG sono anche associati alla maggior parte delle stelle contenute nel CIA Memorial Wall, che simboleggiano gli ufficiali caduti in servizio. Il motto (latino) del SAC è Tertia Optio, che significa "terza scelta", dato che l'azione coperta rappresenta una terza opzione, nel dominio della sicurezza nazionale, quando le strade della diplomazia e dell'azione militare non sono praticabili.
Il Political Action Group (PAG) è competente per le attività coperte connesse all'influenza politica, operazioni psicologiche, e guerra economica. Il rapido sviluppo tecnologico ha aggiunto il versante cyber alla sua missione. Le unità tattiche SAC sono in grado di svolgere azione politica coperta seppure dispiegate in ambienti ostili e avversi. Tipicamente una grande operazione coperta può implicare molte di queste categorie (o tutte), più le operazioni paramilitari.
Si usano operazioni coperte politiche e "di influenza" per appoggiare la politica estera degli Stati Uniti. Il sostegno palese ad un elemento insorgente spesso potrebbe essere controproducente a causa dell'impressione che ciò potrebbe esercitare sulla popolazione locale. In tali casi l'assistenza occulta permette agli USA di intervenire senza al contempo danneggiare questi elementi.

## Quadro d'insieme
Il SAC offre allo United States National Security Council scelte alternative quando le azioni militari palesi e/o quelle diplomatiche non sono materialmente o politicamente fattibili. Il SAC può ricevere l'incarico dal presidente o dal National Security Council su indicazioni del presidente, diversamente da altre forze USA per missioni speciali. Il SAC/SOG ha molti meno membri delle altre unità per missioni speciali, quali il 1st Special Forces Operational Detachment-Delta (Delta Force) dello US Army, o lo United States Naval Special Warfare Development Group (DEVGRU) della US Navy.
In quanto braccio operativo del Directorate of Operations CIA, SAC/SOG svolge missioni di azione diretta come raid, imboscate, sabotaggi, omicidi mirati e guerra non convenzionale (per esempio, addestrare e guidare la guerriglia e unità militari straniere in combattimento).
SAC/SOG si occupa ancora di ricognizione speciale sia a carattere strettamente militare, sia a carattere di intelligence militare; tale compito è svolto dai Paramilitary Officer (detti pure Paramilitary Operative o Paramilitary Operations Officer) se l'ambiente è classificabile come denied area. I Paramilitary Operations Officer sono perfettamente in grado di fungere da case officer (cioè "manovratori di spie") e in tale veste eseguono missioni di HUMINT clandestina in ogni parte del mondo.
Il gruppo di azione politica in seno al SAC conduce le operazioni psicologiche ufficiose, note anche come propaganda nera, e inoltre l'"influenza coperta" per ottenere mutamenti politici in altri Paesi nell'ambito della politica estera statunitense. L'intervento coperto nelle elezioni straniere è la forma più significativa dell'azione politica di SAC. Con ciò s'intende sostegno finanziario per i candidati graditi, guida dei mezzi d'informazione, supporto tecnico nelle pubbliche relazioni, caccia-ai-voti o lavoro di organizzazione politica, consulenza legale, campagne pubblicitarie, assistenza per i sondaggi, ed altri mezzi di azione [politica] diretta. Le decisioni politiche sono influenzate anche da agenti, come autorità "deviate" (infedeli) del Paese, che assumano decisioni di loro competenza istituzionale "in linea" con il perseguimento delle finalità di politica estera USA. In aggiunta, i meccanismi per formare e sviluppare opinioni comprendono l'uso coperto di propaganda.
La propaganda si avvale di opuscoli, quotidiani, riviste, libri, radio, e televisione, sempre orientati a trasmettere il messaggio USA adatto alla zona. Queste tecniche si sono espanse per riguardare anche internet. Possono impiegare degli agenti che operino come giornalisti, reclutino agenti d'influenza, gestiscano piattaforme di informazione, diffondano alcune notizie o informazioni in luoghi che si spera raggiungano l'attenzione del pubblico, o cerchino di smentire e/o screditare informazioni di generale conoscenza. In tutte questa opera di propaganda, le operazioni "nere" sono quelle in cui l'opinione pubblica deve restare all'oscuro della fonte; "bianche" sono le iniziative il cui autore si dichiara apertamente; e "grigie" le operazioni la cui fonte è palesata solo in parte.
Alcuni esempi di programmi di azione politica: il contrasto della possibile vittoria elettorale del Partito Comunista Italiano (PCI) tra il 1948 e fine anni 1960: il rovesciamento dei governi dell'Iran nel 1953 e del Guatemala nel 1954; la fornitura di armi ai ribelli in Indonesia nel 1957; e la provvista di fondi finanziari e sostegno al sindacato Solidarność dopo l'imposizione della legge marziale in Polonia dopo il 1981.
L'esistenza del SAC fu più evidente in conseguenza alla "Guerra al terrorismo". A partire dall'autunno 2001, arrivarono in Afghanistan squadre paramilitari SAC/SOG per dare la caccia ai capi di Al Qaida, agevolare l'accesso delle U.S. Army Special Forces e guidare l'Alleanza del Nord contro il potere talebano. Le unità SAC/SOG sconfissero anche Ansar al-Islam nel Kurdistan iracheno prima dell'Invasione dell'Iraq del 2003 e addestrarono, equipaggiarono, organizzarono e guidarono le forze peshmerga curde per sconfiggere l'esercito iracheno nel nord Iraq. Benché si tratti di una delle unità più segrete delle U.S. Special Operations, sono stati pubblicati numerosi libri sulle imprese di agenti paramilitari CIA, tra cui Feet to the Fire: CIA Covert Operations in Indonesia, 1957-1958 di Conboy e Morrison, e Shooting at the Moon: The Story of America's Clandestine War in Laos di Warner. Ls maggior parte degli esperti considera SAC/SOG la forza principale di guerra non convenzionale (UW), sia che si tratti creare o di combattere un'insorgenza in un Paese straniero.

Stemma dello United States Special Operations Command.

Rimane qualche attrito fra il Directorate of Operations (CIA) e le parti più clandestine dello United States Special Operations Command (USSOCOM), come il Joint Special Operations Command. Questo di solito si limita ai capi civili/politici del rispettivo dipartimento o agenzia. La cooperazione tra unità SAC e USSOCOM ha dato luogo ad alcune tra le più brillanti operazioni delle guerre in Iraq e Afghanistan, come l'uccisione di Osama Bin Laden. SAC/SOG e i suoi successori sono stati usati per giovarsi di negabilità plausibile circa il supporto statunitense (questo è quel che si dice operazione coperta o "azione coperta"). A differenza di altre unità per missioni speciali, gli agenti SAC/SOG uniscono le competenze per operazioni speciali e per intelligence clandestina in un singolo individuo. Questi soggetti possono operare in ogni ambiente (mare, cielo o terra) con un supporto limitato o senza alcuna assistenza.

## Azione coperta
Secondo la legge USA, la CIA è autorizzata a raccogliere informazioni, praticare il controspionaggio e condurre azioni coperte ai sensi del National Security Act del 1947. Nel 1984 il presidente Ronald Reagan emanò l'Executive Order 12333 intitolato "United States Intelligence Activities". Questo provvedimento definì l'azione coperta come "attività speciali", sia politiche sia militari, che il governo USA se del caso negherebbe, affidando tali operazioni esclusivamente alla CIA. La CIA fu designata come la sola autorità ai sensi del 1991 Intelligence Authorization Act e rispecchiata nel Title 50 dello United States Code Section 413(e). La CIA deve avere un presidential finding emesso dal Presidente degli Stati Uniti per poter svolgere queste attività ai sensi dell'emendamento Hughes-Ryan al 1991 Intelligence Authorization Act. Questi "finding" sono poi esaminati da commissioni di vigilanza sia al Senato, chiamata Senate Select Committee on Intelligence (SSCI) e alla Camera dei Rappresentanti, chiamata House Permanent Select Committee on Intelligence (HPSCI).
Il Pentagono commissionò uno studio per determinare se spetti alla CIA o al Dipartimento della difesa degli Stati Uniti d'America (DOD) svolgere operazioni militari di azione coperta. Questo studio determinò che la CIA deve mantenere questa attitudine ed essere la "sola agenzia governativa che esercita azione coperta". Il DoD trovò, anche ai sensi della legge USA, di non aver l'autorità legale di svolgere azione coperta, e neppure la capacità operativa di compiere questo tipo di missioni.

## Selezione e addestramento

Stemma del Joint Special Operations Command.

Lo Special Activities Center ha diverse centinaia di agenti, perlopiù ex membri delle forze speciali (SOF, special operations forces) e una gran parte dal Joint Special Operations Command (JSOC). La CIA ha reclutato anche alcuni soggetti dal suo stesso interno. Il ruolo formale con cui la CIA classifica questi soggetti è "Paramilitary Operations Officer" e "Specialized Skills Officer." I Paramilitary Operations Officer spesso frequentato il programma Clandestine Service Trainee (CST), che li addestra come agenti di intelligence clandestina, e un corso di addestramento paramilitare interno. I principali punti di forza dei Paramilitary Officer SAC sono agilità operativa, adattabilità, e negatività. Operano spesso in piccole squadre, tipicamente con un numero di agenti da due a dieci (ma alcune operazioni sono compiute da un solo agente), tutti di solito con vasta esperienza militare tattica e un insieme di abilità specialistiche che non esistono in alcun'altra unità. In quanto case officer perfettamente addestrati, i Paramilitary Operations Officer hanno tutte le doti necessarie a raccogliere HUMINT e — cosa importantissima — a reclutare delle risorse tra le truppe indigene che ricevono il loro addestramento. Questi agenti lavorano sovente in località remote dietro le linee nemiche per svolgere azioni dirette (tra cui raid e sabotaggio), controspionaggio, guerriglia/guerra non convenzionale, antiterrorismo, e missioni di salvataggio di ostaggi, oltre a saper fare spionaggio attraverso risorse HUMINT.
Ci sono quattro elementi principali nello Special Operations Group del SAC: Air Branch, Maritime Branch, Ground Branch, ed Armor and Special Programs Branch. L'Armor and Special Programs Branch ha l'incarico dello sviluppo, il collaudo, e l'acquisizione occulta di nuove corazzature personali e veicolari, e sulla manutenzione di scorte di munizioni e sistemi d'arma usati dal SOG, e quasi tutti devono essere ottenuti da fonti clandestine all'estero, per circonfondere gli agenti SOG e i loro allievi stranieri con la negabilità plausibile secondo le istruzioni del Congresso USA.
Nel complesso il SAC/SOG costituisce una forza paramilitare completa con il concorso delle potenzialità di tutte le forze armate. I Paramilitary Operations Officer sono il nerbo di ciascuna branca e normalmente spaziano tra tutte le branche per mettere a disposizione competenze tecniche in tutti gli aspetti di SOG. Per loro natura, i Paramilitary Operations Officer sono preparati ad operare in un ampio spettro di ambienti. Poiché gli agenti sono tratti dalle unità più addestrate delle forze armate USA e poi sottoposti ad un ulteriore ampio addestramento per diventare agenti clandestini CIA, molti esperti di sicurezza USA li considerano la forza più scelta tra le unità USA per missioni speciali.
I Paramilitary Operations Officer devono avere almeno un bachelor's degree per essere assunti. Molti hanno titoli avanzati come master e lauree giuridiche. Gli agenti SAC sono addestrati a Camp Peary (Virginia) (detto anche "la fattoria") e presso centri addestrativi di proprietà privata in varie località USA. Un altro sito addestrativo è Harvey Point (detto "il punto"), una struttura nei pressi di Hertford (Carolina del Nord). Oltre ai diciotto mesi di addestramento attraverso il programma Clandestine Service Trainee (CST) richiesti per diventare un agente segreto che opera in clandestinità, i Paramilitary Operations Officer sono addestrati ad un livello di eccellenza nell'uso e impiego tattico di un ventaglio insolitamente ampio di materiale di armamento moderno, ordigni esplosivi ed armi da fuoco (estere e nazionali), combattimento corpo a corpo, guida veloce/tattica (su strada e fuoristrada), evitamento della cattura (compreso lo scasso di manette e la fuga da luoghi di detenzione), ordigni esplosivi improvvisati, guerra cibernetica, canali coperti, paracadutismo HAHO/HALO, immersione subacquea tattica e commerciale e rebreather, lingue straniere, attività per violare il domicilio (scassinando o aggirando le serrature altrimenti), avviamento di motori senza averne le chiavi, Survival, Evasion, Resistance and Escape (SERE), tecniche di sopravvivenza e addestramento agli ambienti selvaggi, addestramento all'EMS medico da combattimento. comunicazioni tattiche, e inseguimento di tracce.

## Storia

### Seconda guerra mondiale

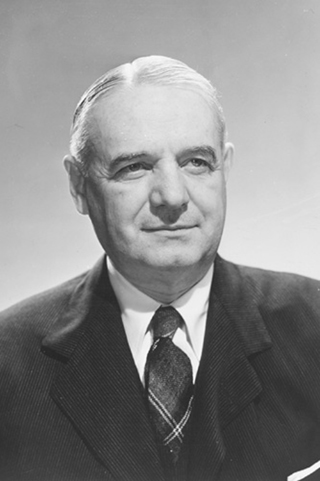
William Joseph Donovan

Benché l'Office of Strategic Services (OSS) della seconda guerra mondiale fosse tecnicamente un organismo militare alle dipendenze del Joint Chiefs of Staff, in pratica era abbastanza autonomo e godeva di accesso diretto al presidente Franklin D. Roosevelt (detto popolarmente FDR). Il maggior generale William Joseph Donovan era il capo dell'OSS. Donovan era stato un soldato che si era guadagnato la Medal of Honor nella prima guerra mondiale. Era anche un giurista ed ex compagno di corso di FDR alla Columbia Law School. Come avrebbe fatto poi la sua erede CIA, l'OSS conteneva sia funzioni HUMINT sia funzioni paramilitari per operazioni speciali. La sua divisione Secret Intelligence si occupava di spionaggio, mentre le sue squadre Jedburgh, un'unità di cooperazione USA-UK-Francia, erano precursori di gruppi che creano unità di guerriglia, come le forze speciali US Army e la CIA. Gli Operational Group di OSS erano unità USA più grandi che svolgevano azione diretta dietro le linee nemiche. Anche nella Seconda guerra mondiale, l'idea di unità di intelligence e operazioni speciali non sottoposte a stretto comando militare era controversa. L'OSS operava principalmente nel Teatro europeo della seconda guerra mondiale (ETO) e in una qualche misura nel Teatro di Cina-Birmania-India, mentre il Generale dell'esercito Douglas MacArthur era estremamente riluttante ad avere personale OSS nella sua zona di operazioni.
Dal 1943 al 1945 l'OSS svolse anche un ruolo fondamentale nell'addestrare le truppe Kuomintang in Cina e Birmania, e reclutò altre forze indigene irregolari per il sabotaggio e per usarle come guide per le forze Alleate in Birmania che combattevano l'esercito giapponese. L'OSS le aiutò anche ad armare, addestrare e rifornire i movimenti di resistenza, tra cui l'Esercito Popolare di Liberazione di Mao in Cina e il Viet Minh nell'Indocina Francese, in zone occupate dalle Potenze dell'Asse. Altre funzioni dell'OSS comprendevano l'uso di propaganda, spionaggio, sovversione, e pianificazione del dopoguerra.
Uno dei maggiori successi dell'OSS nella Seconda guerra mondiale fu l'infiltrazione di suoi agenti nella Germania nazista. L'OSS ebbe l'incarico di addestrare commando tedeschi e austriaci per missioni dentro la Germania nazista. Alcuni di questi agenti erano comunisti in esilio, membri del partito socialista, organizzatori di sindacati, prigionieri di guerra antinazisti, rifugiati ebrei e tedeschi. All'apice della sua influenza nella Seconda guerra mondiale, l'OSS contava quasi 24 000 effettivi.
I Paramilitary Officer dell'OSS si paracadutavano in molti Paesi oltre le linee nemiche, tra cui Francia, Norvegia, Grecia, e Paesi Bassi. A Creta, gli agenti paramilitari si misero in contatto con la resistenza greca, equipaggiandola ed affiancandola materialmente nella lotta contro gli occupanti dell'Asse.
L'OSS fu disciolto poco dopo la Seconda guerra mondiale, e le sue funzioni di analisi d'intelligence andarono momentaneamente trasferite al Dipartimento di Stato USA, mentre la componente paramilitare e le altre funzioni coperte confluirono nell'Office of Policy Coordination costituito nel 1948. Tra la creazione originaria della CIA grazie al National Security Act del 1947 e varie fusioni e riorganizzazioni fino al 1952, le funzioni assolte in tempo di guerra dall'OSS confluirono perlopiù nella CIA. La missione di addestrare e guidare la guerriglia a tempo debito andò alle United States Army Special Forces, ma le missioni che dovevano restare coperte erano eseguite dal (Vice) Directorate of Plans e dal suo successore Directorate of Operations della CIA. Nel 1962 le operazioni paramilitari CIA furono accentrate nella Special Operations Division (SOD), predecessore del SAC. La Special Activities Division è stata la discendente diretta delle Special Operations di OSS.

### Tibet

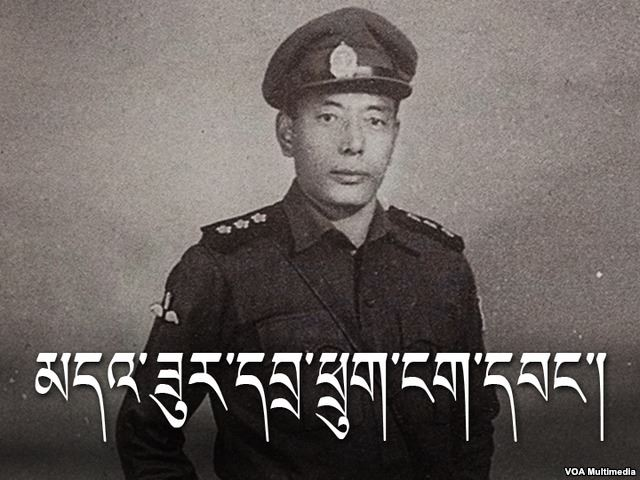
Fotogramma (2013) di Ratuk Ngawang in uniforme della Special Frontier Force tratto da un video di Voice of America con intervista in tibetano su Chushi Gangdruk o Quattro fiumi, sei spazi, la forza tibetana di resistenza e il suo ruolo per garantire al XIV Dalai Lama il passaggio sicuro in India.

Dopo l'invasione cinese del Tibet nel 1950, la CIA infiltrò squadre paramilitari (PM) in Tibet per addestrare e guidare i combattenti della resistenza tibetana contro l'Esercito Popolare di Liberazione cinese. Queste squadre prepararono e selezionarono soldati tibetani nelle Montagne rocciose degli Stati Uniti; l'addestramento si svolse a Camp Hale (Colorado).
Le squadre PM poi consigliarono e guidarono questi commando contro i cinesi, tanto dal Nepal quanto dall'India. Inoltre i Paramilitary Officer resero possibile la fuga clandestina in India del Dalai Lama, che per poco riuscì ad evitare la cattura da parte dell'Esercito Popolare di Liberazione.
Secondo il libro dell'agente CIA in congedo John Kenneth Knaus, intitolato Orphans Of The Cold War: America And The Tibetan Struggle For Survival, Gyalo Thondup, il fratello più vecchio del XIV (e attuale) Dalai Lama, mandò alla CIA cinque reclute tibetane. Queste reclute furono addestrate nelle tattiche paramilitari sull'isola di Saipan nelle Isole Marianne Settentrionali. Poco più tardi, i cinque uomini fecero ritorno nascostamente in Tibet "per valutare e organizzare la resistenza" e selezionò altri 300 tibetani per l'addestramento. L'assistenza USA alla resistenza tibetana cessò dopo la visita di Nixon in Cina del 1972, in seguito alla quale Stati Uniti e Cina normalizzarono le relazioni.

### Corea

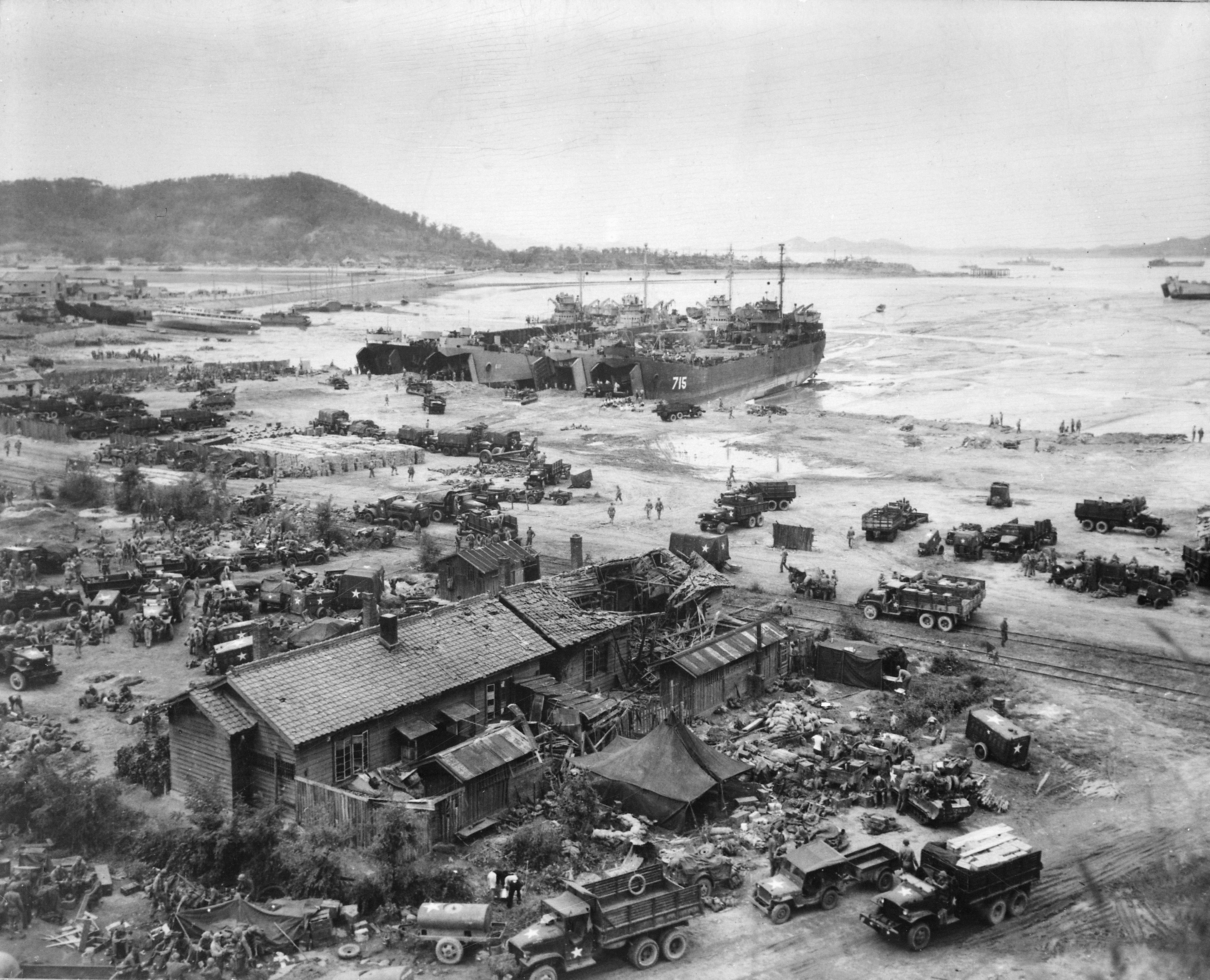
Battaglia di Incheon

La CIA promosse una serie di attività durante la Guerra di Corea. Tra queste attività c'erano le operazioni marittime dietro le linee nordcoreane. L'isola Yong Do, connessa da un istmo accidentato a Pusan, serviva da name per tali operazioni. Erano svolte da ben addestrati guerriglieri coreani. I quattro principali consiglieri USA incaricati dell'addestramento e di pianificare operativamente queste missioni speciali erano Dutch Kramer, Tom Curtis, George Atcheson e Joe Pagnella. Tutti questi Paramilitary Officer agivano attraverso un'organizzazione di copertura della CIA, chiamata Joint Advisory Commission, Korea (JACK), ubicata a Tongnae, un villaggio presso Pusan, sulla costa sudorientale della penisola. Queste squadre paramilitari si occuparono di diversi raid marittimi e imboscate dietro le linee nordcoreane, ed anche di operazioni per la liberazione di prigionieri di guerra.
Queste furono le prime unità marittime di guerra non convenzionale che addestravano forze indigene nell'ambito di una guerra per procura. Fornirono anche, assieme alle altre operazioni di paramilitari coreani da basi terrestre sponsorizzate dalla CIA, alle attività del Military Assistance Command, Vietnam-Studies and Observations Group (MACV-SOG) condotte dalle forze armate USA e dalla CIA/SOD (oggi Special Activities Center) in Vietnam. Inoltre, squadre paramilitari di terraferma CIA operavano direttamente per comandanti USA, in particolare con l'8th Army, nell'ambito dell'iniziativa "White Tiger" (Tigre bianca). Essa prevedeva l'inserimento di commando sudcoreani e Paramilitary Operations Officer della CIA prima dei due principali assalti anfibi contro la Corea del Nord, tra cui lo sbarco ad Inchon.

### Cuba (1961)

Mappa che illustra la posizione della baia dei Porci.

L'invasione della baia dei Porci (ricordata anche come "La Batalla de Girón", o "Playa Girón" a Cuba) fu un tentativo infruttuoso di un contingente di esuli cubani addestrati dagli USA di invadere il meridione di Cuba e rovesciare il regime cubano di Fidel Castro. Il piano fu lanciato nell'aprile 1961, meno di tre mesi dopo che John F. Kennedy aveva assunto la presidenza degli Stati Uniti. Le Fuerzas Armadas Revolucionarias de Cuba, addestrate ed equipaggiate da nazioni del Blocco orientale, sconfissero i combattenti-esuli in tre giorni.
La forza d'invasione navale sbarcò il 17 aprile, e i combattimenti si protrassero fino al 19 aprile 1961. I Paramilitary Operations Officer della CIA Grayston Lynch e William "Rip" Robertson guidarono il primo assalto sulle spiagge, e coordinarono gli sbarchi anfibi. Quattro istruttori di equipaggi aerei americani dell'Alabama Air National Guard furono uccisi mentre conducevano sortite di attacco aereo. Varie fonti stimano che le perdite (uccisi o feriti) dell'esercito cubano siano nell'ordine delle migliaia (tra 2 000 e 5 000). L'invasione faceva seguito al riuscito sovvertimento, per mano della CIA, del governo Mossadeq in Iran nel 1953 e del governo Arbenz in Guatemala nel 1954, ma fu invece un fallimento sia sul piano militare sia su quello politico. Le già critiche relazioni Cuba-USA furono inasprite dalla Crisi dei missili di Cuba del 1962.

### Bolivia
L'Esercito di Liberazione Nazionale della Bolivia (ELN-Ejército de Liberación Nacional de Bolivia) era una forza comunista di guerriglia che operava dalla remota zona di Ñancahuazú contro il governo boliviano filo-USA. A metà anni 1960 vi aderì Che Guevara. L'ELN era ben equipaggiato e mise a segno inizialmente diverse vittorie contro l'esercito boliviano nel difficile terreno della zona montuosa di Camiri. Alla fine degli anni 1960 la CIA inviò squadre di Paramilitary Operations Officer in Bolivia per addestrare l'esercito locale a contrastare l'ELN. Queste squadre si collegarono ad U.S. Army Special Forces e forze speciali dell'esercito boliviano per inseguire e catturare Che Guevara, che era un obiettivo di alto valore per il suo ruolo propulsivo nella Rivoluzione cubana.
Il 9 ottobre 1967 Guevara, poco dopo esser stato catturato, fu giustiziato da soldati boliviani agli ordini del CIA Paramilitary Officer Félix Rodríguez, stando a documenti CIA.

### Vietnam e Laos

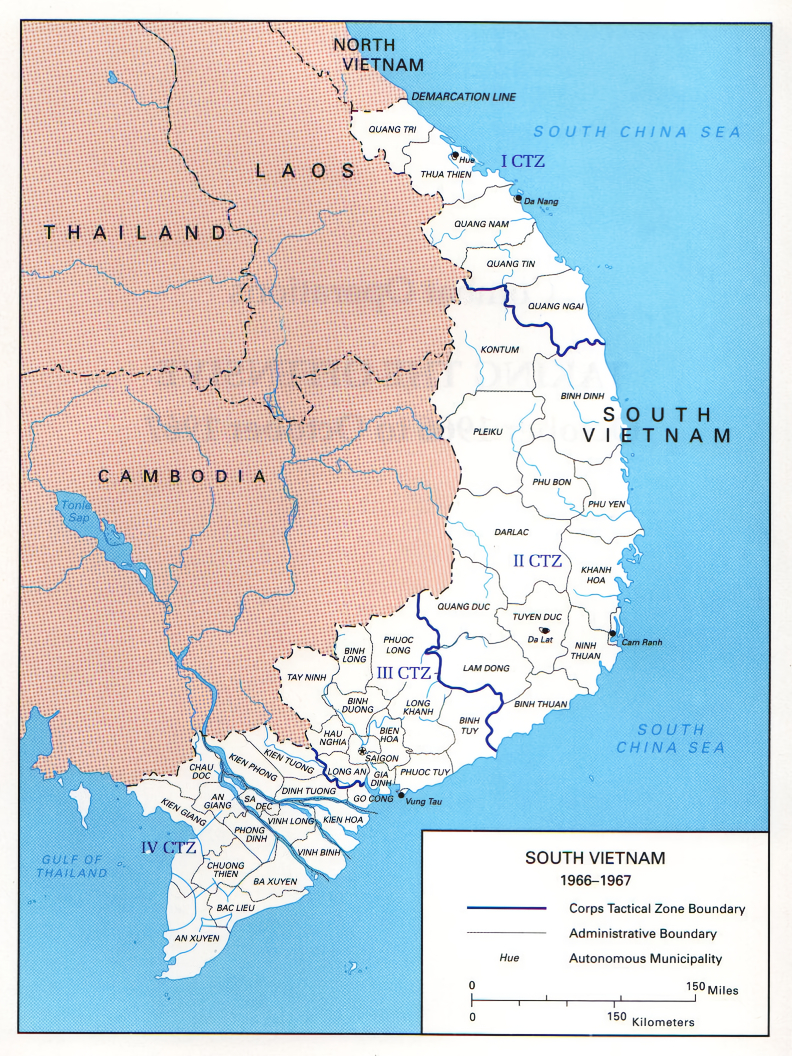
Vietnam del Sud, regioni militari, 1967.

La missione originale dell'OSS in Vietnam sotto il comando del maggiore Archimedes Patti era collaborare con Ho Chi Minh nel preparare le sue forze per assistere gli Stati Uniti e i loro Alleati nel combattere i giapponesi. Dopo la fine della Seconda guerra mondiale, gli USA concordarono a Potsdam di restituire il Vietnam ai suoi precedenti dominatori francesi e nel 1950 gli USA cominciarono a fornire aiuti militari ai francesi.
I Paramilitary Operations Officer della CIA addestrarono e guidarono combattenti tribali hmong in Laos e Vietnam, e le azioni di questi agenti non furono note per anni. Air America era la componente aerea della missione paramilitare della CIA nel Sudest asiatico e si occupava di tutte le attività di combattimento, logistica e di ricerca e soccorso in Laos ed in alcune parti del Vietnam. Le forze della minoranza etnica stavano nell'ordine delle decine di migliaia. Svolsero missioni di azione militare diretta, guidate da Paramilitary Operations Officer, contro le forze comuniste del Pathet Lao e i loro alleati nordvietnamiti.
Al Phoenix Program della CIA parteciparono elementi della Special Activities Division. Una componente del Phoenix Program era dedicata alla cattura ed uccisione di sospetti membri del Viet Cong (Fronte Nazionale di Liberazione — NLF in acronimo inglese). Tra il 1968 e il 1972 il Phoenix Program catturò 81 740 membri del Fronte Nazionale di Liberazione del Vietnam del Sud (NLF o Viet Cong), di cui 26 369 furono uccisi. Si trattava di una gran parte delle uccisioni americane tra il 1969 e il 1971. Il programma riuscì anche a distruggere le loro infrastrutture. Dal 1970 i piani comunisti si orientarono ripetutamente ad attaccare il programma di "pacificazione" del governo in particolare prendendo di mira gli agenti di Phoenix. L'NLF si prefisse pure delle quote. Nel 1970, per esempio, le autorità comuniste presso Da Nang nella parte settentrionale del Vietnam del Sud ordinarono ai propri agenti di "uccidere 400 persone" ritenute "tiranni" del governo e di "annichilire" chiunque avesse a che fare con il programma di "pacificazione". Parecchi dirigenti nordvietnamiti hanno fatto dichiarazioni sull'efficacia di Phoenix.
Fu creato il MAC-V SOG (Studies and Observations Group, così si chiamava in origine lo Special Operations Group, ma fu cambiato per motivi di segretezza) che rimase attivo durante la Guerra del Vietnam.
La CIA era solo una parte del MAC-V SOG, e tuttavia aveva il controllo operativo di alcuni programmi. Molti membri militari del MAC-V SOG entrarono nella CIA al termine del servizio militare. L'eredità concettuale-operativa del MAC-V SOG è stata raccolta dallo Special Operations Group del SAC.
Il 22 maggio 2016 la CIA dedicò a tre agenti paramilitari, 56 anni dopo la loro morte, altrettante stelle sul muro commemorativo. Erano David W. Bevan, Darrell A. Eubanks e John S. Lewis, giovani caduti in una missione per rifornire forze anticomuniste in Laos. Erano stati tutti reclutati dai famosi smokejumper del Montana. Un ex smokejumper e agente paramilitare, Mike Oehlerich, credeva che si sarebbe trovato su quel volo, ma per un contrattempo [lui e i suoi compagni di squadra] persero la navetta all'aeroporto. Rimasero bloccati a Bangkok, perciò fu un'altra squadra — Bevan, Eubanks, e Lewis – che s'imbarcò per la missione, quel 13 giugno 1961. "Non avevamo idea che fosse successo qualcosa fino al nostro ritorno il giorno dopo, ed è stato allora che ci hanno detto che erano finiti in un canyon e avevano tentato di tornare indietro, ma avevano fatto una brutta fine", raccontò. I capi della CIA gli dissero alcuni giorni dopo lo schianto che Lewis si era buttato fuori dall'aereo, invece che restare dentro. "Quando me l'han detto, mi sono commosso," ricordò Oehlerich. "Era qualcosa che io e John avevamo discusso — 'Non andar giù con l'aereo, hai più speranze se salti fuori'."

### Attività marittime contro l'U.R.S.S.

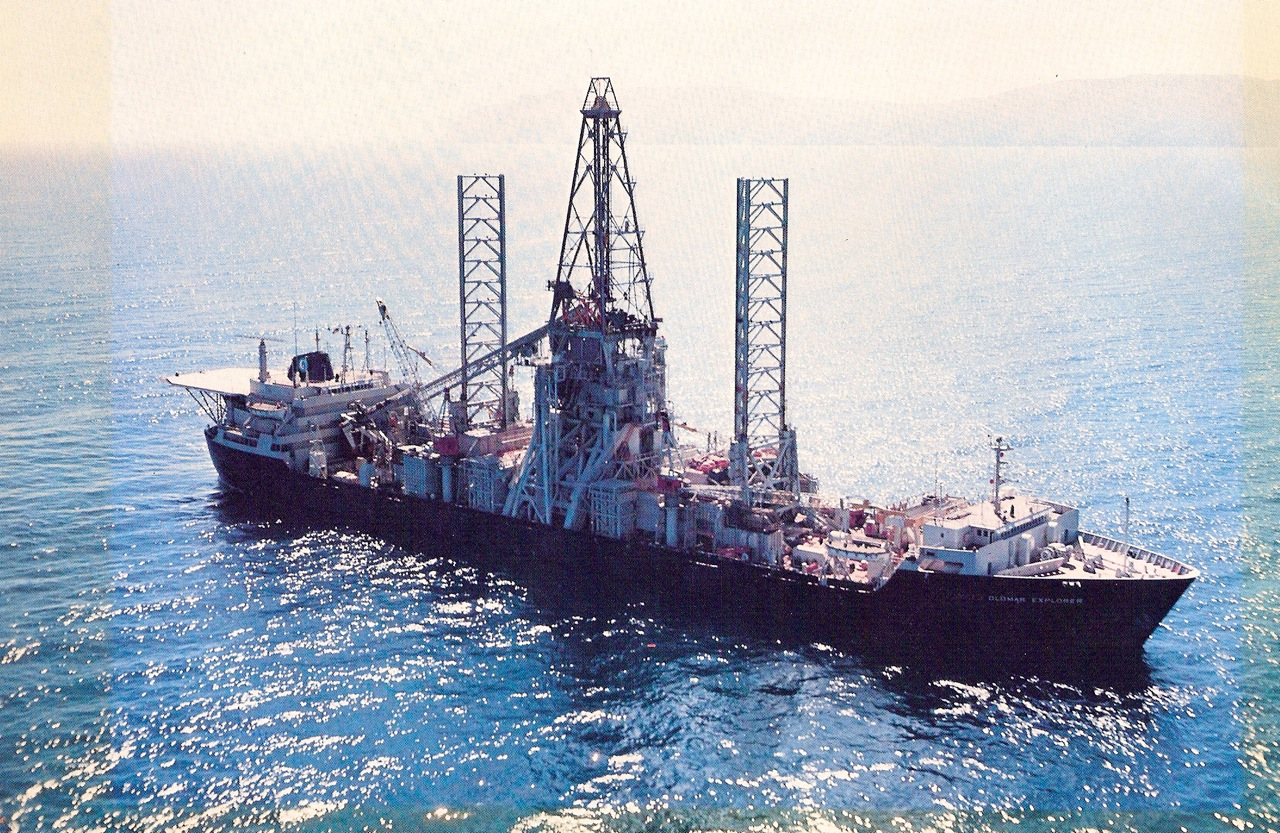
Foto a colori della Hughes Glomar Explorer

Nel 1973 il SAD e il Directorate of Science and Technology della CIA costruì e dispiegò la USNS Glomar Explorer (T-AG-193), una grande nave da recupero per acque profonde, in una missione segreta. Questa operazione fu chiamata Progetto Azorian (erroneamente chiamata Progetto Jennifer dalla stampa). La sua missione era recuperare un sottomarino sovietico affondato, K-129 (Golf II), che era andato perduto nell'aprile 1968. Un guasto meccanico fece spezzare il sottomarino a due terzi della sua lunghezza durante il recupero, ma il SAC portò in superficie due siluri con testata nucleare, macchine crittografiche e i corpi di sei marinai sovietici. Secondo una teoria alternativa fu recuperato l'intero K-129 e il resoconto ufficiale dei fatti fu "un'elaborata messinscena".
Sempre negli anni 1970, la US Navy, la National Security Agency (NSA) e la SAD svolsero una serie di missioni, tra cui la Operazione Ivy Bells, finalizzate a collocare microspie sui cavi sottomarini sovietici per telecomunicazioni. Queste operazioni furono dettagliatamente narrate nel libro del 1998 Blind Man's Bluff: The Untold Story of American Submarine Espionage. Nell'edizione 1985 di Studies in Intelligence, organo d'informazione interno della CIA che raramente va nelle mani di estranei, la CIA descrive le "spese sbalorditive e le improbabili imprese di ingegneria" che culminarono nella missione dell'agosto 1974.

### Nicaragua
Nel 1979, in Nicaragua la dittatura sostenuta dagli USA di Anastasio Somoza Debayle fu rovesciata dai socialisti sandinisti. Una volta al potere, i sandinisti disciolsero la Guardia Nacional de Nicaragua coinvolta in molte violazioni dei diritti umani, arrestandone e giustiziandone alcuni membri. Altri ex membri della Guardia Nacional concorsero a formare il nucleo dei contrarrevolucionarios o contras. Squadre paramilitari CIA della Special Activities Division furono inviate ad addestrare e guidare queste forze ribelli contro il governo sandinista. Queste attività paramilitari avevano le basi in Honduras e Costa Rica. L'aiuto militare diretto da parte degli Stati Uniti fu in seguito vietato dal Boland Amendment al Defense Appropriations Act del 1983. Il Boland Amendment fu esteso nell'ottobre 1984 per proibire l'azione non solo del Defense Department, ma anche della Central Intelligence Agency.
Il Boland Amendment fu un compromesso poiché il Partito Democratico USA non aveva abbastanza voti per un bando generalizzato agli aiuti militari. Copriva solo i soldi stanziati dalle agenzie di intelligence. Alcuni dei dirigenti della sicurezza nazionale di Reagan usarono denaro del National Security Council (NSC) non stanziato per aggirare l'emendamento. Le autorità NSC cercarono di ottenere finanziamenti da terze parti. Queste iniziative diedero luogo al cosiddetto Irangate del 1987, che consisteva nel finanziare i contras con i proventi della vendita di armi alla Repubblica islamica dell'Iran. Nessun tribunale ha mai sentenziato se il "Boland" comprendeva [nel divieto] l'NSC, e dato che era una proibizione e non una norma penale, nessuno fu incriminato per averlo violato. Il Congresso poi riprese gli aiuti verso i contras, per un importo di oltre 300 milioni i dollari. La guerra dei contras terminò quando la popolazione, che ne aveva abbastanza del conflitto, votò contro i sandinisti nel 1990. Il leader sandinista Daniel Ortega fu rieletto nel 2006 ed entrò in carica il 10 gennaio 2007.

### El Salvador
Personale CIA fu coinvolto anche nella Guerra civile di El Salvador. Alcuni affermano che le tecniche usate per interrogare i prigionieri a El Salvador prefiguravano quelle impiegate successivamente in Iraq e Afghanistan. Effettivamente, quando in Iraq fu proposto un programma di contro-insorgenza simile, fu indicato come "l'opzione Salvador".

### Somalia

Ubicazione della Somalia

La CIA inviò i Paramilitary Operations Officer in Somalia prima dell'intervento USA nel 1992. Il 23 dicembre 1992 il Paramilitary Operations Officer Larry Freedman divenne la prima vittima del conflitto in Somalia. Freedman era un ex operatore della Delta Force dell'esercito che aveva prestato servizio in ogni conflitto che aveva coinvolto gli USA, sia ufficialmente sia ufficiosamente, a partire dal Vietnam. Freedman fu ucciso mentre svolgeva una ricognizione speciale in preparazione dell'arrivo delle forze armate USA. La sua missione, completamente volontaria, comportava l'accesso in una zona molto ostile senza alcun supporto. Il 5 gennaio 1993 Freeman ricevette la Intelligence Star alla memoria per il suo "straordinario eroismo".
Le squadre SAD/SOG furono fondamentali nel cooperare con JSOC e nel ricercare high-value target (HVT) conosciuti come "personalità di livello uno". Le loro imprese, compiute in condizioni estremamente pericolose con poco o nessun supporto, portarono a diverse proficue operazioni congiunte JSOC/CIA. In un'operazione specifica, un case officer CIA, Michael Shanklin nome in codice "Condor", in collaborazione con un Technical Operations Officer del Directorate of Science and Technology (CIA), riuscì a far avere un bastone con un trasmettitore a Osman Ato, ricco uomo d'affari, importatore di armi, e Mohammed Aideed, consulente finanziario il cui nome era scritto subito sotto quello di Mohamed Farrah Aidid nella lista Livello Uno.
Non appena Condor ebbe confermato che Ato si trovava in un veicolo, la Delta Force di JSOC lanciò un'operazione di cattura.
 «Un elicottero Little Bird calò dal cielo e un tiratore scelto si sporse e sparò tre colpi al motore dell'auto per fermarla. Mentre l'auto si arrestava, dei commando si calarono in corda doppia da Blackhawks  (sic) fermi in volo, circondarono l'auto e ammanettarono Ato. Quando Ato rivide il bastone magico un'ora più tardi, lo teneva in mano Garrison. "Mi piace questo bastone," Jones ricorda che il generale così disse, con un largo sorriso. "Usiamolo ancora." Finalmente era stato catturato un soggetto di livello uno.»

Il presidente Bill Clinton ritirò le forze USA il 4 maggio 1994.
Nel giugno 2006 l'Unione delle corti islamiche assunse il controllo della Somalia meridionale, compresa la capitale Mogadiscio, inducendo il governo dell'Etiopia ad inviare truppe per tentare di proteggere il governo di transizione. In dicembre le corti islamiche avvisarono l'Etiopia che avrebbero dichiarato guerra se essa non avesse richiamato tutte le truppe dalla Somalia. Sharif Sheikh Ahmed, capo delle corti islamiche, invocò una Jihād, o guerra santa, contro l'Etiopia e invitò i combattenti musulmani stranieri ad accorrere in Somalia. All'epoca gli Stati Uniti accusavano il gruppo di essere dominato da al-Qaida, ma le corti islamiche respingevano l'accusa.
Nel 2009 la PBS riferì che al-Qaida stava addestrando terroristi in Somalia da anni. Fino al dicembre 2006, il governo della Somalia non aveva alcun potere oltre la città di Baidoa, a 240 km dalla capitale.
La campagna e la capitale erano gestite da signori della guerra e miliziani che potevano essere pagati per proteggere gruppi terroristi.
Gli agenti CIA tenevano sotto stretto controllo il Paese. Nel frattempo Ayman al-Zawahiri, braccio destro del leader di al-Qaida Osama bin Laden, diramò un messaggio che invitava tutti i musulmani ad accorrere in Somalia. Il 9 gennaio 2007 un'autorità USA dichiarò che erano stati uccisi dieci militanti in un attacco aereo.

Foto segnaletica FBI di Saleh Ali Saleh Nathan.

Il 14 settembre 2009 Saleh Ali Saleh Nabhan, esponente di spicco di al-Qaida in Africa Orientale e di al-Shabaab, equivalente di al-Qaida in Somalia, fu ucciso da elementi di U.S. Special Operations. Secondo un testimone, almeno due elicotteri d'attacco AH-6 Little Bird mitragliarono un convoglio di due auto. Poi i Navy SEAL presero il corpo di Nathan e catturarono altri due guerriglieri feriti. JSOC e CIA avevano tentato lungamente di uccidere Nabhan, come nel gennaio 2007, quando fu impiegata una cannoniera volante AC-130. Una fonte di intelligence USA dichiarò che c'erano squadre paramilitari CIA incorporate nelle forze etiopi in Somalia, per acquisire e sfruttare le informazioni tattiche necessarie a queste operazioni. Nabhan era ricercato per il ruolo svolto negli attentati alle ambasciate statunitensi del 1998, ed anche perché aveva guidato la cellula responsabile degli attentati a Mombasa del 2002.
Dal 2010 al 2013 la CIA ha dato vita alla National Intelligence and Security Agency (NISA) somala, fornendo addestramento, finanziamento e assistenza diplomatica. Nello stesso periodo UE e ONU impiegarono milioni di dollari per formare militarmente l'esercito nazionale somalo. La NISA è considerata una forza di sicurezza somala professionale e affidabile per neutralizzare la minaccia terroristica. Questa forza reagì al complesso attentato di al-Shabaab alla corte regionale Banadir a Mogadiscio, che uccise 25 civili. La reazione della NISA però salvò centinaia di persone e causò la morte di tutti i guerriglieri al-Shabaab coinvolti.
Tra i fatti più significativi di questo periodo temporale ci sono gli attacchi mirati con droni contro l'agente britannico di al-Qaida Bilal al-Berjawi e dell'agente marocchino di al-Qaida Abu Ibrahim. Degno di nota anche il salvataggio della cittadina USA Jessica Buchanan compiuto dagli U.S. Navy Seal. Tutte queste azioni sono state probabilmente agevolate dall'attività di intelligence in Somalia.

### Afghanistan

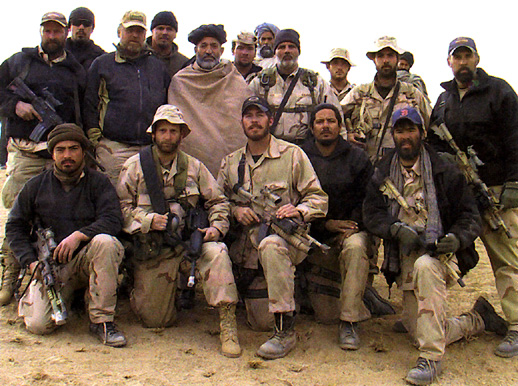
Hamid Karzai con membri delle forze speciali e paramilitari della CIA a fine 2001.

Durante la Guerra in Afghanistan (1979-1989), fu decisivo il ruolo dei Paramilitary Operations Officer nell'equipaggiare le forze mujaheddin contro l'esercito sovietico. Sebbene la CIA in generale, e il parlamentare del Texas Charlie Wilson in particolare, abbiano attratto la maggior attenzione, il principale architetto di questa strategia è stato Michael G. Vickers. Vickers era un giovane Paramilitary Operations Officer di SAD/SOG. Alle azioni della CIA è stato riconosciuto un ruolo rilevante nel far cessare l'ingerenza sovietica in Afghanistan e nel favorire l'ascesa al potere dei mujaheddin.
Le squadre paramilitari SAD erano attive in Afghanistan negli anni 1990 con operazioni clandestine per localizzare e uccidere o catturare Osama Bin Laden. Queste squadre progettarono diverse operazioni, ma non ricevettero l'ordine di eseguirle dal presidente Bill Clinton, dato che le informazioni disponibili non garantivano un risultato favorevole rapportato al rischio eccezionale per le squadre SAD/SOG preposte alla missione. Queste attività costruirono senz'altro molte delle relazioni che si sarebbero dimostrate essenziali nell'invasione USA dell'Afghanistan.
Il 26 settembre 2001, i componenti di una squadra CIA dal nome in codice "JAWBREAKER" guidata da Gary Schroen e comprendente diversi membri della Special Activities Division tra cui il vice di Schroen, Phillip Reilly, un Paramilitary Operations Officer, furono le prime forze USA infiltrate in Afghanistan. La squadra entrò nel Paese nove giorni dopo gli attentati dell'11 settembre e si mise in contatto con l'Alleanza del Nord nell'ambito della Task Force Dagger.
Fornirono all'Alleanza del Nord risorse comprendenti milioni di dollari in contanti per comprare armi e pagare combattenti locali, preparando l'arrivo delle forze USSOCOM. Il piano di invasione dell'Afghanistan fu sviluppato dalla CIA, e fu la prima volta nella storia USA che essa pianificava un'operazione militare di portata così vasta. SAD, U.S. Army Special Forces, e Alleanza del Nord cooperarono per sconfiggere i talebani in Afghanistan con minime perdite umane USA. Si ottenne questo risultato senza impiegare forze convenzionali terrestri USA.
The Washington Post affermò in un editoriale di John Lehman nel 2006:
Piccole squadre paramilitari assai agili e mobili si sparpagliarono per la campagna per incontrare le persone del posto e raccogliere informazioni sui talebani e al-Qaida. In tale contesto, una delle squadre fu avvicinata in un villaggio da un giovane che chiedeva aiuto per ritrovare sua sorella adolescente. Spiegò che era stata presa in sposa da un importante capo talebano, e questi permetteva scarsissimo contatto con la famiglia d'origine della ragazza. La squadra gli diede un piccolo dispositivo di geolocalizzazione, insegnandogli come avrebbe dovuto fare la ragazza per attivarlo, una dal volta tornata dal capo talebano. In tal modo, la squadra catturò il grande capo talebano e mise in salvo la sorella dell'informatore.

#### Tora Bora

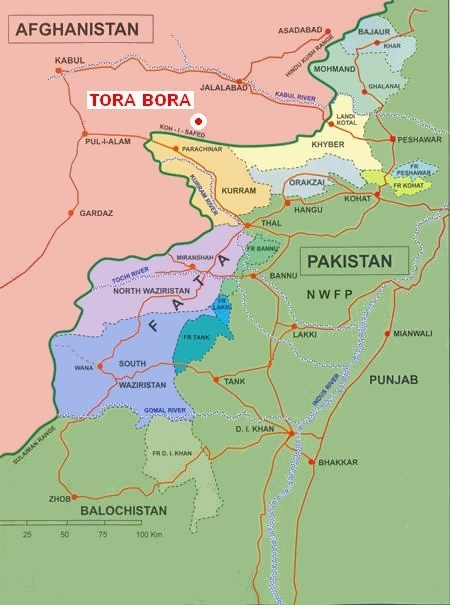
Ubicazione di Tora Bora in Afghanistan.

Nel dicembre 2001, Special Activities Division e Delta Force dell'esercito USA si misero sulle tracce di Osama bin Laden sulle scoscese montagne intorno al Passo Khyber afghano. L'ex capo stazione CIA Gary Berntsen, come pure una successiva inchiesta del senato, affermò che la task force multiarma USA si era scontrata con forze di al-Qaida assai più numerose, e invano aveva chiesto rinforzi al suo comando superiore. La task force domandò anche munizioni per bloccare le vie di fuga di bin Laden, ma neppure tale richiesta fu accolta. La squadra SAC fallì e "bin Laden con le sue guardie del corpo si allontanò incontrastato da Tora Bora e sparì nell'incontrollata zona tribale del Pakistan". Nell'accampamento abbandonato da bin Laden, la squadra trovò prove del fatto che il fine ultimo di Laden era procurarsi un ordigno nucleare per farlo esplodere negli Stati Uniti.

#### Picco
Nel settembre 2009, la CIA progettò un "dispiegamento di spie, agenti analisti e paramilitari in Afghanistan, nell'ambito di un vasto 'picco' (surge) di intelligence ordinato dal presidente Obama. Ciò avrebbe reso la sua stazione locale una tra le più grandi nella storia dell'agenzia". Si suppone che questa presenza abbia superato la dimensione delle stazioni in Iraq e Vietnam in concomitanza delle rispettive guerre. La stazione si trovava nell'ambasciata USA di Kabul ed era guidata "da un veterano dall'ampia esperienza nelle operazioni paramilitari". La maggior parte degli effettivi CIA stava in basi segrete e sedi militari di forze speciali sparse per il Paese.
Inoltre nel 2009 il generale Stanley McChrystal, comandante delle forze NATO in Afghanistan, progettò di richiedere che un maggior numero di squadre di agenti CIA, tra cui i loro paramilitari scelti, affiancasse le forze militari USA per operazioni speciali. L'abbinata funzionò bene in Iraq e le si attribuisce buona parte del successo di quel picco. Ci sono state sostanzialmente tre opzioni descritte dagli organi di comunicazione: l'intensificata campagna di contro-insorgenza di McChrystal; una campagna antiterroristica con l'impiego di incursioni di operazioni speciali e attacchi con droni armati; e il ripiegamento. La combinazione di maggior successo in Afghanistan e Iraq è stata l'integrazione di SAD e forze speciali militari per combattere assieme a unità autoctone altamente addestrate. La sola cosa che tutte e tre le opzioni avevano in comune era la necessità di una maggiore partecipazione della CIA.

#### La partita finale
Secondo gli attuali e precedenti capi dell'intelligence, il generale McChrystal aveva anche il suo candidato preferito per il lavoro di Chief of Station (COS), un buon amico e agente paramilitare CIA decorato. L'agente aveva una vasta esperienza di zone di guerra, aveva fatto alcuni turni di servizio in Afghanistan di cui uno come Chief of Station, più altre missioni nei Balcani, a Baghdad e nello Yemen. È ben noto nel folklore CIA come "l'uomo che ha salvato la vita a Hamid Karzai quando la CIA guidava il tentativo di spodestare i talebani nel 2001". Si dice che il presidente Karzai sia molto riconoscente verso questo agente e che sia stato compiaciuto quando l'agente fu nominato di nuovo capo della stazione. Secondo le interviste con numerose alte autorità, questo agente "era unanimemente apprezzato ed ammirato. Agente paramilitare professionista, giunse alla CIA dopo diversi anni in un'unità scelta dei marines".
La strategia del generale McChrystal prevedeva di lanciare unità per operazioni speciali delle forze armate USA e del SAC/SOG per raddoppiare il successo iniziale e la sconfitta dei talebani del 2001 e il successo del "picco" in Iraq del 2007. Questa strategia risultò molto proficua e funzionò benissimo in Afghanistan con le forze di SAC/SOG e di JSOC che compivano incursioni quasi ogni notte riportando "risultati superbi" contro il nemico.
Nel 2001 il SAD/SOG della CIA iniziò a creare quelle che sarebbero state chiamate Counter-terrorism Pursuit Team (CTPT). Queste unità si accrebbero fino a comprendere più di 3 000 agenti nel 2010 ed erano state impegnate in nutriti scontri a fuoco col nemico. Sono considerate la "miglior forza combattente afghana".
Posta a 2 400 m sul livello del mare, la Firebase Lilley di Shkin funge da "punto nevralgico della guerra coperta". Nello scenario della guerra coperta c'erano hub per queste operazioni delle CPTPT e Firebase Lilley era solo uno di una costellazione di basi CIA in tutto l'Afghanistan. Queste unità non sono state solo efficaci nelle operazioni di combattimento contro le forze talebane e di al-Qaida, ma sono state usate anche per stabilire relazioni con le tribù nelle zone in cui non vi erano altre presenze ufficiali del governo.
Questa guerra coperta implica altresì una grande espansione SOG/CTPT nel Pakistan per colpire l'alta dirigenza di al-Qaida e talebani nelle Aree tribali di amministrazione federale (FATA, in acronimo inglese). Le unità CTPT sono la principale risorsa tanto nell'opzione "Counter-terrorism plus" quanto in quella "Counterinsurgency" come discusse nella rassegna dicembre 2010 dall'amministrazione Obama. Le SOG/CTPT sono pure fondamentali in ogni strategia volta al disimpegno statunitense dall'Afghanistan, pur mantenendo la capacità di impedire che Afghanistan e territori FATA diventino un rifugio indisturbato per al-Qaida e altri gruppi estremisti transnazionali.
Nel gennaio 2013 un attacco con droni della CIA uccise Maulvi Nazir, alto comandante talebano nella zona pachistana del Waziristan del Sud, ritenuto un promotore dell'impeto insurrezionale anti-americano in Afghanistan. La morte di Nazir fu un duro colpo per il prestigio talebano.
Gli Stati Uniti hanno deciso di puntare decisamente sulla CIA in genere, e sul SAC in specie, per il processo di ritiro dall'Afghanistan, come del resto avvenuto in Iraq. Si ipotizzano piani che dopo il ritiro prevedrebbero l'assegnazione alla CIA di elementi militari USA per operazioni speciali. Se così fosse, ci sarebbe ancora una possibilità di ricostruire, assistere e coordinare (in sinergia con ANSF e commando afghani) e continuare a mantenere un basso profilo seppur consentendo libere elezioni e contrastando le forze talebane/al-Qaida che, nonostante le sconfitte, tentano continuamente di riconquistare parti del Paese, come hanno fatto dal 2015 al 2016.
L'amministrazione Trump intensificò gli sforzi sulla guerra coperta in Afghanistan aumentando il numero di agenti paramilitari della SAD che affiancavano e guidavano i CTPT afghani, sostenuti da Omega Team del JSOC. Nel complesso sono considerati le unità più efficaci in Afghanistan e il fulcro dell'azione di contro-insorgenza e antiterrorismo. La guerra fu affidata in gran parte al SAC. Il 21 ottobre 2016 due alti ufficiali paramilitari, Brian Hoke e Nate Delemarre, furono uccisi in un'operazione CTPT a Jalalabad (Afghanistan). I due amici di lunga data furono uccisi mentre combattevano fianco a fianco contro i talebani e vennero sepolti uno vicino all'altro nel cimitero nazionale di Arlington.

### Yemen

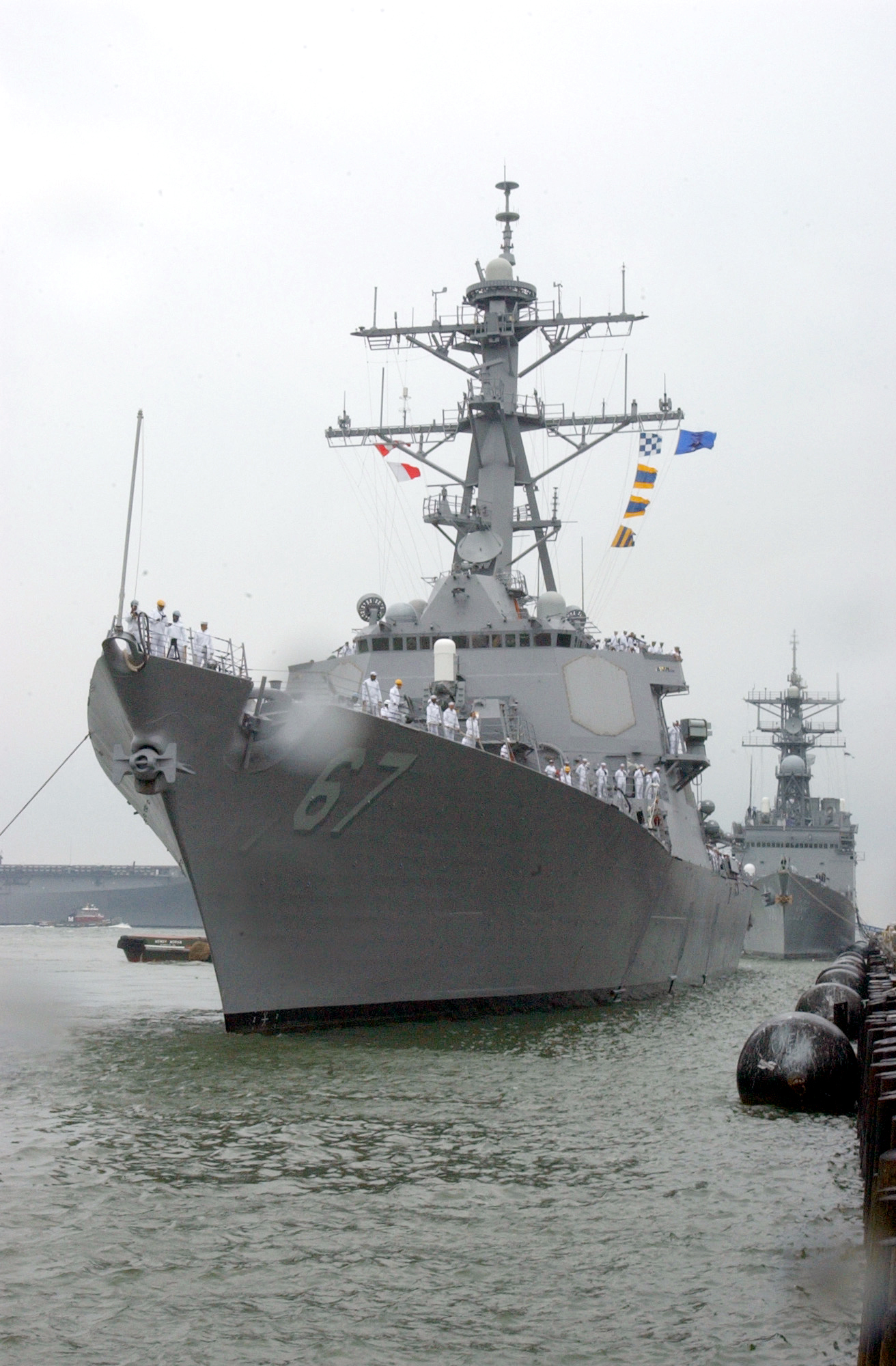
Il cacciatorpediniere USS Cole subì un attacco suicida con un barchino esplosivo di al-Qaida (12 ottobre 2000).

Il 5 novembre 2002 un missile lanciato da un drone Predator manovrato dalla CIA uccise dei membri di al-Qaida che viaggiavano in una zona remota dello Yemen. Le squadre paramilitari SAD/SOG avevano monitorato localmente i loro movimenti per mesi e segnalarono il momento per l'attacco aereo. Uno i passeggeri dell'auto era Ali Qaed Senyan al-Harethi, capo operativo di al-Qaida e sospettato di essere coinvolto nell'attentato dinamitardo dell'ottobre 2000 al cacciatorpediniere USS Cole. Furono uccise anche altre cinque persone, ritenute membri di basso livello di al-Qaida, tra loro un americano chiamato Kamal Derwish. L'ex vicesegretario alla Difesa USA Paul Wolfowitz la definì "un'operazione tattica di grande successo" e disse "questi attacchi sono utili non solo per uccidere terroristi ma anche per obbligare al-Qaida a cambiare tattica".
"È un passo importante quello che è stato fatto in quanto ha eliminato un altro livello collaudato di dirigenza di al-Qaida", disse Vince Cannistraro, già capo dell'antiterrorismo nella CIA ed attuale consulente di ABC News. "Indebolirà l'organizzazione e la renderà meno efficace". Harethi era in fuga, inseguito da numerose forze di sicurezza che stavano cercando lui e Muhammad Hamdi al-Ahdal, altro sospetto per il caso dell'attentato alla USS Cole.
Nel 2009 l'amministrazione Obama autorizzò reiterate operazioni letali in Yemen da parte della CIA. Conseguentemente, SAD/SOG e JSOC si unirono per attaccare gli agenti di al-Qaida in quel Paese, sia guidando le forze speciali yemenite, sia mediante attacchi con droni orientati dall'intelligence. Uno dei principali bersagli di queste operazioni era l'imam Anwar al-Awlaki, un cittadino americano legato sia a Nidal Hasan, condannato per l'attentato di Fort Hood, e a Umar Farouk Abdulmutallab, autore del fallito attentato di Natale 2009 al volo 253 della Northwest Airline. L'imam al-Awlaki fu ucciso il 30 settembre 2011 da un attacco aereo eseguito dal Joint Special Operations Command.
Il 31 gennaio 2020 il New York Times riferiva che tre funzionari USA "si dichiaravano certi" che Qasim al-Raymi, emiro di AQAP era stato ucciso dalla CIA il 25 gennaio, nel distretto al Abdiyah (governatorato di Ma'rib, Yemen).
Per oltre cinque anni al-Raymi era sfuggito alle forze USA restando alla guida di quella che gli esperti definivano "la più pericolosa articolazione" di al-Qaida. L'ex vice assistente del Segretario alla Difesa Mick Mulroy disse che, se confermata, la sua morte sarebbe stata "molto significativa". Al-Raymi era l'obiettivo del raid compiuto il 29 gennaio 2017 da forze per operazioni speciali, in cui perse la vita il Navy SEAL Ryan Owens. Gli Stati Uniti non dimenticano mai, disse Mulroy. Il Wall Street Journal riferì anche che al-Raymi aveva tentato di far esplodere un aereo di linea diretto verso gli USA il giorno di Natale 2009. Il presidente USA Donald Trump sembrò confermare i rapporti secondo cui gli USA avevano ucciso al-Raymi, ri-twittando resoconti che affermavano che la CIA avesse eseguito l'attacco.
Gli esperti lo consideravano il successore di Ayman al-Zawahiri, il capo di tutta al-Qaida.

### Iraq
Le squadre paramilitari della SAD entrarono nel Nord Iraq prima dell'invasione del 2003. Una volta giunti sul terreno prepararono lo spazio di battaglia per il successivo arrivo delle forze militari USA. Le squadre SAD poi si unirono alle forze speciali USA (un team chiamato Northern Iraq Liaison Element o NILE). Questa formazione organizzò i peshmerga curdi per la successiva invasione a guida USA. La squadra congiunta partecipò all'operazione Viking Hammer per sconfiggere Ansar al-Islam, gruppo islamista alleato di al-Qaida, i cui numerosi guerriglieri veterani di svariate battaglie si erano ricompattati dopo la caduta dei talebani, in una battaglia per il controllo sul nordest dell'Iraq — una battaglia risultata una delle "più intense battaglie delle forze speciali dai tempi del Vietnam". Questa battaglia fu per un intero territorio che era completamente occupato da Ansar-al-Islam e si svolse prima dell'invasione del febbraio 2003. Se questa battaglia non avesse avuto il successo che conseguì, ci sarebbe stata una considerevole forza ostile alle spalle della forza statunitense/secolare curda nel successivo assalto contro l'esercito iracheno a sud. L'aliquota USA era rappresentata dai paramilitary officer di SAD/SOG e dal 10th Special Forces Group (10th SFG) dell'esercito. I soldati del 10th SFG furono insigniti di tre Silver Star e sei Bronze Star with V for valor per questa sola battaglia e parecchi paramilitary officer ricevettero la Intelligence Star per il valore in combattimento. Questa battaglia rappresentò un significativo attacco diretto e una vittoria su un importante nemico degli USA. Causò la morte di numerosi guerriglieri e la scoperta di un rozzo laboratorio che aveva tracce di veleni e informazioni su armi chimiche a Sargat. La squadra trovò carte di identità straniere, visti di ingresso e passaporti sui corpi dei nemici. Erano venuti da svariati Paesi del Medio Oriente e del Nord Africa tra cui Yemen, Sudan, Arabia Saudita, Qatar, Oman, Tunisia, Marocco e Iran. Sargat fu anche l'unica struttura con tracce di armi chimiche scoperta nella guerra d'Iraq.

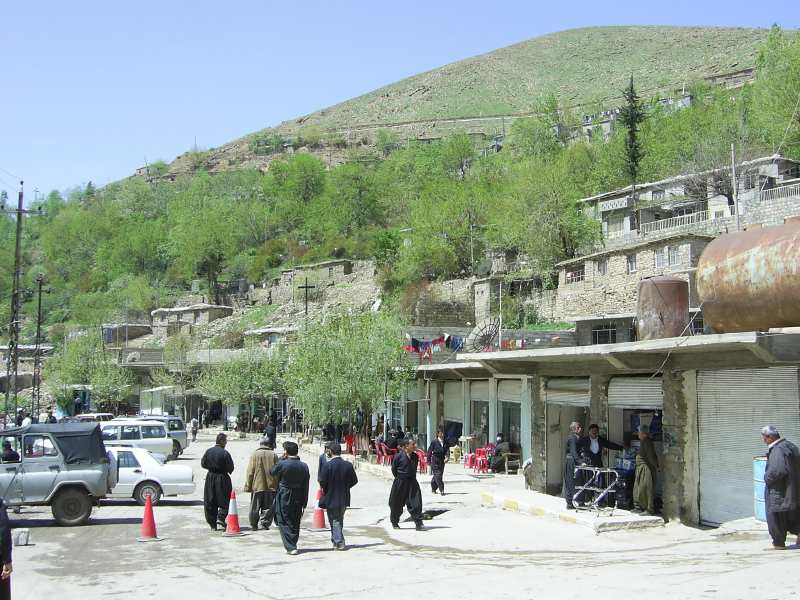
Il villaggio di Biyara e la base di Ansar al-Islam nel periodo 2001–2003.

In un articolo del 2004 su U.S. News & World Report dal titolo "Spegnere un incendio sulle montagne", l'autore afferma:
 «Viking Hammer sarebbe passata negli annali di storia delle forze speciali — una battaglia combattuta a piedi, sotto il fuoco violento di un nemico arroccato nelle montagne, e con scarso supporto di artiglieria ed aviazione.»

Le squadre SAD/SOG compirono anche rischiosissime missioni di ricognizione speciale dietro le linee irachene per identificare obiettivi fra l'alta dirigenza nemica. Queste missioni portarono ai primi tentativi di uccidere il presidente iracheno Saddam Hussein e i suoi generali più importanti. L'attacco aereo iniziale contro Hussein non riuscì nell'intento di eliminare il dittatore, ma in compenso ne soppresse la capacità di comandare e controllare le sue forze. Altri attacchi contro i generali-chiave ebbero successo e inficiarono significativamente l'attitudine del comando di reazione e manovra contro la forza di invasione a guida USA. Gli agenti operativi SAD riuscirono a convincere i leader dell'esercito iracheno a far arrendere le loro unità appena iniziati i combattimenti e/o a non opporsi alla forza di invasione.
La Turchia, pur appartenendo alla NATO, non permise che la 4th Infantry Division dello US Army usasse il suo territorio per l'invasione. Di conseguenza il contingente che riuniva SAD/SOG e forze speciali US Army, i peshmerga curdi e la 173d Airborne Brigade costituirono l'intera forza settentrionale durante l'invasione. La loro azione impegnò le 13 divisioni dell'esercito iracheno a difendersi contro i curdi invece di andare a contrastare le forze della coalizione che arrivavano da sud. La forza combinata di operazioni speciali USA e curdi sconfisse l'esercito iracheno. Quattro membri del SAD/SOG ricevettero la Intelligence Star (che la CIA concede di rado) per "straordinario eroismo".
La missione che catturò Saddam Hussein fu chiamata Operazione Red Dawn. Fu pianificata e attuata dalla Delta Force del JSOC e da squadre SAD/SOG (complessivamente indicate come Task Force 121). L'operazione alla fine coinvolse cita 600 soldati dalla 1ª brigata della 4th Infantry Division. Le truppe per operazioni speciali assommavano probabilmente a circa 40. Gran parte della notorietà e del merito per la cattura andò ai soldati della 4th Infantry Division, ma la forza trainante era rappresentata da CIA e JSOC. "Fu la Task Force 121 a tirare Saddam fuori dal buco" disse Robert Andrews, ex vice assistente Segretario alla Difesa per operazioni speciali e conflitti a bassa intensità. "Non è più possibile negare il loro ruolo."
Le squadre paramilitari CIA continuarono ad affiancare il JSOC in Iraq e nel 2007 assieme costituirono una forza letale che a parere di molti ebbe un peso determinante nel successo del cosiddetto "picco di truppe del 2007" ("the Surge"). Per ottenere ciò uccisero o catturarono molti dei capi principali di al-Qaida in Iraq. in un'intervista per il programma 60 Minutes della CBS, il Premio Pulitzer Bob Woodward descrisse la nuova formula per operazioni speciali che aveva permesso questi successi. Era una nuova formula sviluppata dalla cooperazione tra squadre CIA e JSOC. Parecchi alti funzionari USA affermarono che "l'azione congiunta di JSOC e squadre paramilitari CIA era stata il più significativo contributo alla sconfitta di al-Qaida in Iraq".

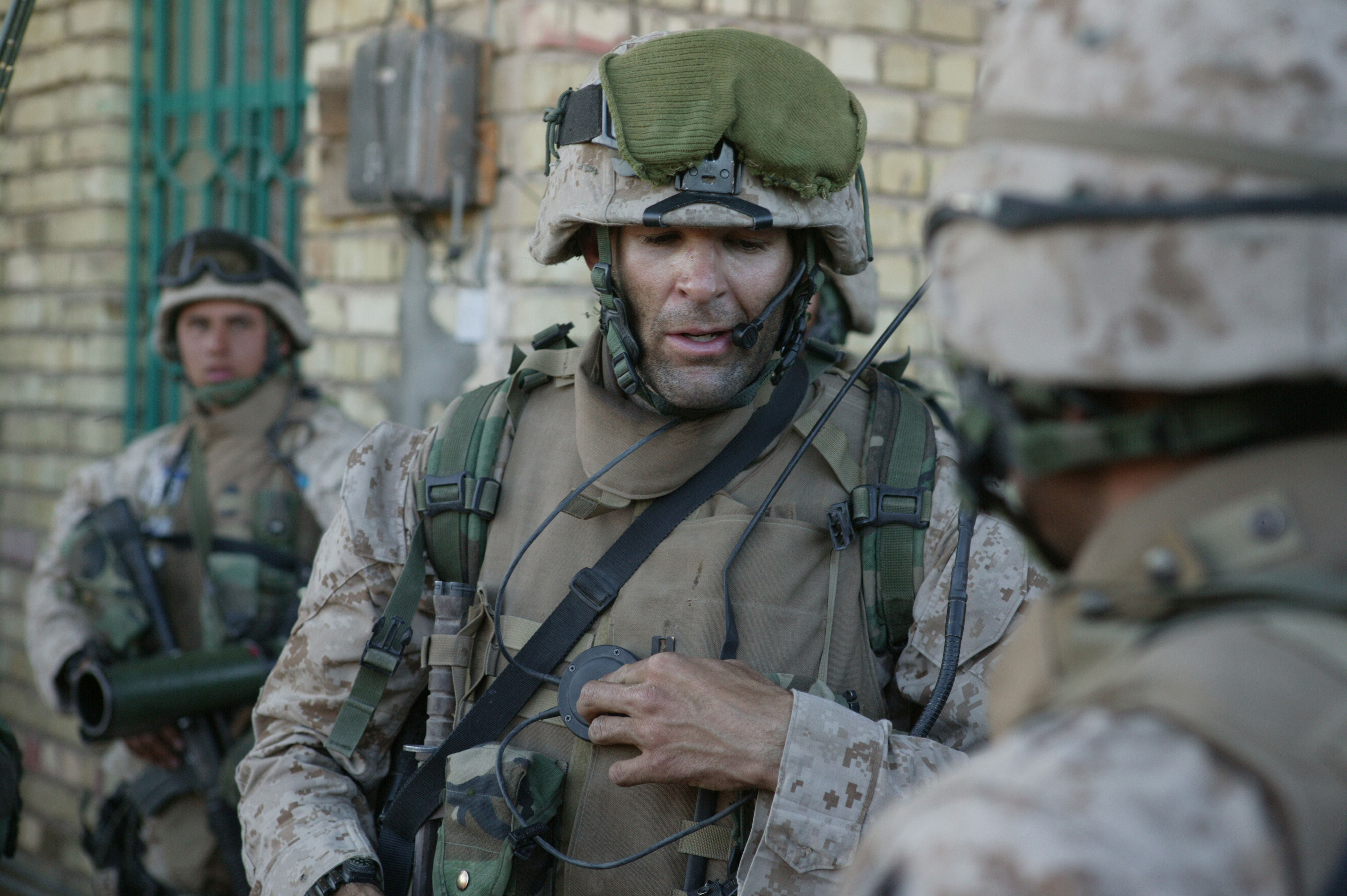
L'allora capitano Douglas A. Zembiec durante la prima battaglia di Falluja (2004).

Nel maggio 2007 il maggiore dei marines Douglas A. Zembiec era impegnato con il SAD/SOG Ground Branch in Iraq e venne ucciso dal fuoco di armi leggere mentre guidava un'incursione delle forze speciali irachene. Come riferito dai commilitoni paramilitary officer, l'annuncio istantaneo diffuso via radio era "cinque feriti ed un martirizzato". Il maggiore Zembiec fu ucciso mentre metteva in salvo i suoi soldati, che erano iracheni. Fu insignito della Intelligence Star per il valore dimostrato in combattimento.
Il 26 ottobre 2008, SAD/SOG e JSOC JSOC eseguirono un'operazione in Siria con obiettivo la "rete logistica di foreign fighter" che portava gli emissari di al-Qaida in Iraq (incursione del 2008 ad Abu Kamal). Una fonte USA raccontò a CBS News che "il capo dei foreign fighter", un ufficiale di al-Qaida, era l'obiettivo dell'incursione oltre confine di domenica". Disse che l'operazione aveva avuto successo, pur senza confermare che l'ufficiale di al-Qaida era stato ucciso. Fox News
in seguito riferì che Abu Ghadiya, "importante coordinatore di al-Qaida attivo in Siria", era stato ucciso nell'attacco. 
Il New York Times riferì che durante l'incursione le forze USA avevano ucciso parecchi maschi armati che "costituivano una minaccia".
Nel settembre 2014 con l'affermarsi dello Stato Islamico, il governo degli Stati Uniti intraprese azioni militari aggressive contro di esso tanto in Iraq quanto in Siria. Il SAD Ground Branch fu incaricato della guerra terrestre. Questo dimostra sia il ruolo del SAD come forza preminente per la guerra non convenzionale, sia la loro relazione di lunga data con la più efficace forza di combattimento della zona, i peshmerga curdi.

### Pakistan
Il SAD/SOG è stato molto attivo "sul terreno" in Pakistan, alla caccia di emissari al Qaida da esporre agli attacchi di UAV Predator, ed assieme a elementi USSOCOM hanno addestrato truppe paramilitari pachistane e truppe dell'esercito regolare, hanno anche eseguito missioni contro HVT a fianco di forze speciali pachistane. Prima di terminare il suo mandato, il presidente George W. Bush autorizzò l'eliminazione di otto capi guerriglieri di al Qaida, da parte della SAD con specifici attacchi aerei. Tra gli uccisi c'era l'architetto di un complotto del 2006 per far esplodere bombe dentro aerei in volo sull'Atlantico, Rashid Rauf, e l'uomo che si crede avesse progettato l'attentato all'hotel Marriott di Islamabad (2008), con 53 vittime. Il direttore CIA autorizzò la continuazione di queste operazioni e il 23 gennaio il SAD/SOG uccise nel nordovest del Pakistan 20 soggetti ritenuti terroristi. Secondo alcuni esperti il direttore della CIA — che all'epoca era Leon Panetta — è stato più deciso dei suoi predecessori nel condurre operazioni paramilitari in Pakistan. Un dirigente della sicurezza pachistana dichiarò che altri attacchi aerei avevano ucciso almeno 10 insorgenti, tra cui cinque cittadini stranieri e forse "un obiettivo di alto valore" come un dirigente di al Qaida o talebano.
Il 14 febbraio un drone della CIA uccise 27 combattenti di al Qaida e talebani con un attacco missilistico nel Waziristan meridionale, un bastione dei militanti presso il confine afghano in cui si riteneva che fossero nascosti i capi di al Qaida Osama bin Laden e Ayman al-Zawahiri.

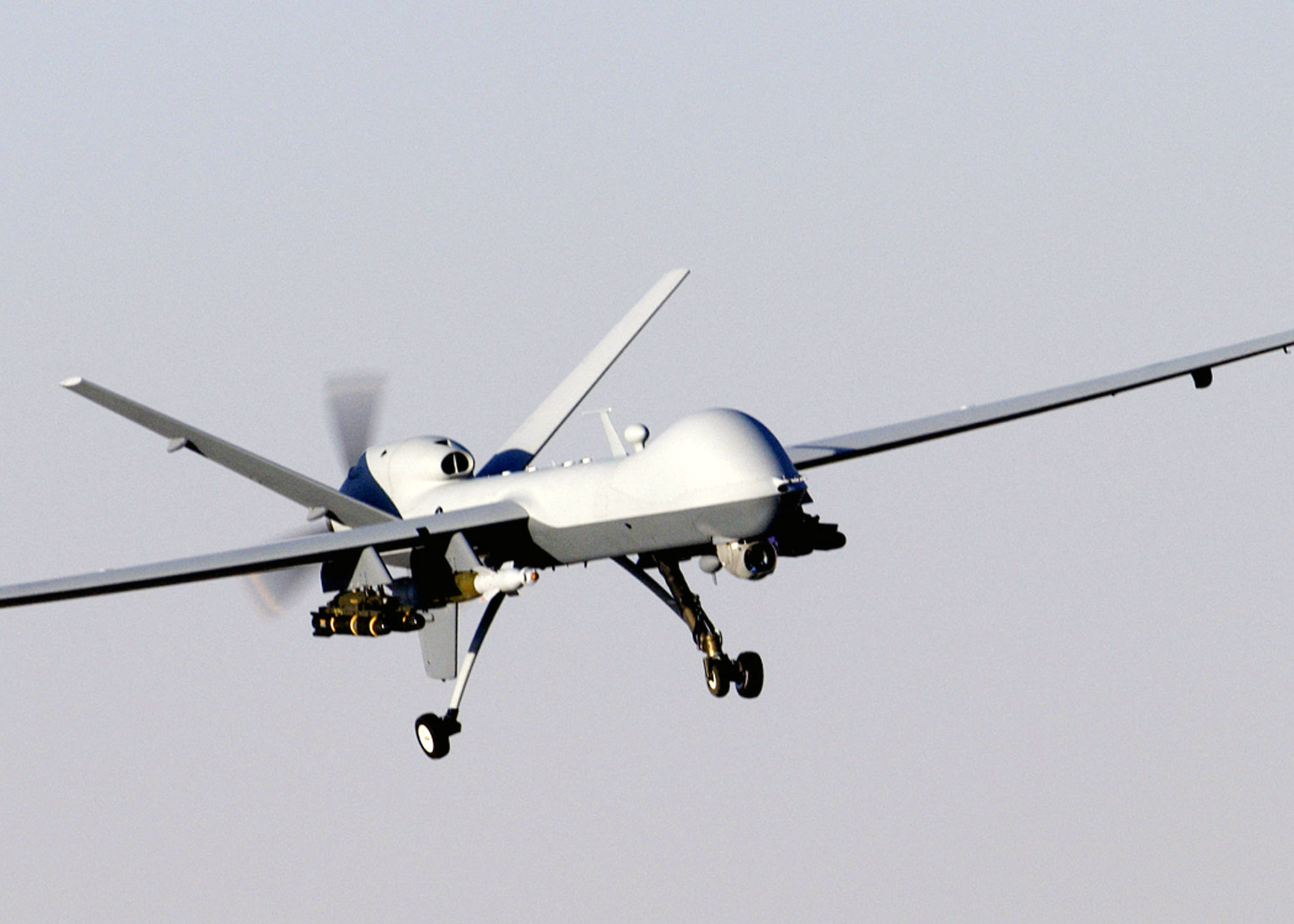
MQ-9 Reaper

Secondo il film-documentario Drone di Tonje Schei, dal 2002 il 17th Reconnaissance Squadron USAF ha lavorato per il "cliente" CIA, eseguendo almeno alcune delle missioni armate in Pakistan.
In un servizio della National Public Radio (NPR) del 3 febbraio 2008, un alto funzionario affermò che al Qaida era stata "decimata" dalle operazioni aeree e terrestri del SAD/SOG. La stessa fonte continua: "Il nemico è in seria difficoltà, ma davvero. Questi attacchi hanno prodotto il più ampio, profondo e rapido diradamento dell'alta dirigenza di al Qaida che si sia mai visto in parecchi anni." Il direttore CIA nominato dal presidente Obama, Leon Panetta, dichiarò che le azioni di SAD/SOG nel Pakistan sono state "l'arma più efficace" contro i grandi capi di al Qaida.
Questi attacchi coperti sono aumentati significativamente durante la presidenza Obama, e sono stati uccisi qualcosa come 50 militanti di al Qaida nel solo mese di maggio 2009. Nel giugno 2009 furono uccisi sessanta guerriglieri talebani che partecipavano al funerale di alcuni loro compagni, uccidi dalla CIA in attacchi precedenti. Il 22 luglio 2009 National Public Radio riferì che le autorità USA ritenevano che Saad bin Laden, uno dei figli di Osama bin Laden, fosse stato ucciso da un attacco CIA in Pakistan. Sarda bin Laden era stato agli arresti domiciliari per undici anni in Iran e poi l'anno precedente si era recato in Pakistan, secondo l'ex direttore della National Intelligence Mike McConnell. Si credette che fosse stato ucciso in qualche momento del 2009. Un alto esponente del controspionaggio USA dichiarò che i servizi segreti USA sono certi "dall'80 all'85%" che Saad bin Laden sia morto.
Il 6 agosto 2009 la CIA annunciò che Baitullah Mehsud era stato ucciso da un attacco con drone SAD/SOG in Pakistan. The New York Times osservò, "Sebbene il presidente Obama abbia preso le distanze da molte politiche dell'amministrazione Bush per il contrasto del terrorismo, ha fatto propria e addirittura esteso la campagna clandestina della CIA impiegante droni Predator e Reaper in Pakistan". Il danno maggiore è forse per la "al Qaida di bin Laden". Negli 8 anni precedenti, al Qaida era dipesa da Mehsud per la protezione dopo che il mullah Mohammed Omar era fuggito dall'Afghanistan alla fine del 2001. "La morte di Mehsud significa che la tenda che proteggeva al Qaida è crollata", disse a Newsweek un agente dell'intelligence afghana talebana che aveva incontrato Mehsud molte volte. "Senza dubbio era il numero uno di al Qaida in Pakistan", aggiunge Mahmood Shah, un brigadiere generale in congedo dell'esercito pachistano, ex capo delle aree tribali di amministrazione federale, o FATA (in acronimo inglese), base di Mehsud.
Gli attacchi aerei dai droni CIA colpirono bersagli nelle aree tribali di amministrazione federale (FATA) del Pakistan l'8 settembre 2009. Secondo i resoconti furono uccisi da sette a dieci militanti, tra cui un capo di alto livello di al-Qaida. Era Mustafa al-Jaziri, cittadino algerino descritto come capo "importante e capace" ed alto comandante militare di al-Qaida. Si ritiene che il successo di queste operazioni abbia indotto i vertici talebani a modificare significativamente le loro attività e ad annullare vitali incontri di pianificazione.
La CIA intensifica anche la sua campagna usando attacchi missilistici contro al Qaida dai Predator in Pakistan. Il numero di attacchi nel 2009 superò il totale del 2008, secondo i dati registrati dal Long War Journal, che tiene il conto degli attacchi di Pakistan. Nel dicembre 2009 il New York Times riferì che il presidente Obama ordinò di espandere il programma dei droni con alte autorità descrivendo il programma come "un successo clamoroso, che ha eliminato pericolosi terroristi e ne ha scardinato le attività". L'articolo cita anche un'autorità pachistana che affermava che circa 80 attacchi missilistici in meno di due anni avessero ucciso "più di 400" combattenti nemici, un numero inferiore a quanto generalmente stimato ma nello stesso ordine di grandezza. Il suo resoconto sui danni collaterali era sensazionalmente inferiore a quello esposto da molti conteggi ufficiosi: "Crediamo che il numero di vittime civili sia poco sopra 20, e si trattava o di persone che erano a fianco di pericolosi terroristi o si trovavano nelle strutture usate da terroristi".
Il 6 dicembre 2009 Saleh al-Somali, agente di alto rango di al Qaida, fu ucciso in un attacco con drone in Pakistan. Era preposto alle attività esterne alla zona Afghanistan-Pakistan e apparteneva all'alta dirigenza. Al-Somali era impegnato nel tramare atti terroristici in tutto il mondo e, "dato il suo ruolo centrale, questo probabilmente comprendeva l'organizzazione di attentati contro Stati Uniti ed Europa". Il 31 dicembre 2009 l'importante capo talebano e forte alleato haqqani, Haji Omar Khan, fratello di Arif Khan, fu ucciso in un attacco assieme al figlio del capo tribale locale Karim Khan.
Nel gennaio 2010 al Qaida in Pakistan annunciò che il leader di Lashkar al-Zil Abdullah Said al Libi era stato ucciso da un attacco di droni. Né al Qaida né gli USA hanno rivelato la data dell'attacco fatale per Libi. Il 14 gennaio 2010, dopo l'attacco suicida a Camp Chapman, la CIA localizzò e uccise l'alto dirigente talebano in Pakistan, Hakimullah Mehsud. Mehsud ne aveva rivendicato la paternità in un suo filmato con il dinamitardo suicida Humam Khalil Abu-Mulal al-Balawi.
Il 5 febbraio 2010 il servizio segreto pachistano Inter-Services Intelligence (ISI) e il SAD/SOG della CIA compirono un'incursione congiunta e fecero prigioniero il mullah Abdul Ghani Baradar. Baradar era il più significativo personaggio talebano catturato dall'inizio della guerra in Afghanistan otto anni prima. Era secondo solo al mullah Mohammed Omar, il fondatore dei talebani, ed era notoriamente uno stretto alleato di Osama bin Laden. Il mullah Baradar fu interrogato da agenti CIA e ISI per parecchi giorni prima che fosse diffusa la notizia della sua cattura. Questa cattura fece capire che i grandi capi talebani non erano al sicuro né in Afghanistan né in Pakistan. "L'aver messo le mani sul più alto leader militare talebano in Pakistan rappresenta un punto di svolta nella guerra a guida USA contro i militanti", dissero autorità e analisti USA. Secondo il ministro degli interni afghano Rehman Malik, parecchie incursioni a Karachi ai primi di febbraio catturarono dozzine di sospetti militanti afgani. In altre incursioni congiunte che avvennero nello stesso periodo, le autorità afghane dissero che erano stati fatti prigionieri anche i "governatori ombra" talebani di due province del nord Afghanistan. Il mullah Abdul Salam, capo talebano di Kunduz, e il mullah Mir Mohammed di Baghian furono catturati ad Akora Khattack.
Il 20 febbraio Muhammad Haqqani, figlio di Jalaluddin Haqqani, fu una delle quattro persone uccise nell'attacco con drone in una regione tribale del Pakistan del nord Waziristan, secondo due fonti di intelligence pachistane.
Il 31 maggio 2010 il New York Times riferì che Mustafa Abu al Yazid (conosciuto anche come Saeed al Masri), alto dirigente operativo di al Qaida, fu ucciso in un attacco missilistico americano nelle aree tribali del Pakistan.
Da luglio a dicembre 2010, attacchi di Predator uccisero 535 sospetti militanti nelle FATA compreso Sheikh Fateh Al Misri, nuovo terzo in comando di al Qaida il 25 settembre. Al Misri stava progettando un clamoroso attentato in Europa reclutando musulmani britannici che avrebbero dovuto eseguire una sanguinaria sparatoria sullo stile di quella occorsa a Mumbai nel novembre 2008.

#### Operazione Neptune Spear
Il 1 maggio 2011 il presidente Barack Obama annunciò che Osama bin Laden era stato ucciso quello stesso giorno ad Abbottabad (Pakistan) da "una piccola squadra di americani" su suo diretto ordine durante un'operazione CIA, di cui era direttore Leon Panetta. L'incursione elicotteristica fu eseguita, partendo da una base operativa avanzata in Afghanistan, dal Naval Special Warfare Development Group USA (distaccato in appoggio alla CIA) e agenti paramilitari CIA.
L'attività nella zona di acquartieramento militare di Bilial (Pakistan) nei pressi di Abbottabad generò l'acquisizione di copiose informazioni sui futuri progetti di attacco di al Qaida. Il corpo di bin Laden fu aviotrasportato in Afghanistan per l'identificazione e poi rispedito sulla portaerei USS Carl Vinson per la "sepoltura" in mare. I risultati dai campioni di DNA presi in Afghanistan furono comparati con quelli di un parente conosciuto di bin Laden e ne confermavano l'identità.
L'operazione era un risultato di anni di lavoro dell'intelligence che aveva interessato l'Inter-Services Intelligence (ISI), la CIA, il Diplomatic Security Service, la Delta Force per l'arresto e l'interrogatorio di Khalid Shaykh Muhammad (KSM), la scoperta del vero nome del corriere rivelato da KSM, il tracciamento, via SIGINT, del corriere al complesso di Abbottabad per opera di agenti paramilitari e la costituzione di un covo CIA che acquisì informazioni ravvicinate vitali per l'operazione.
Il materiale scoperto nell'incursione indicava che bin Laden esercitasse ancora il comando dell'organizzazione al Qaida e stava sviluppando progetti ed impartendo ordini al momento in cui trovò la morte. Si dibatte molto il fatto che elementi del governo pachistano, e segnatamente l'ISI, potessero aver dissimulato la presenza di Osama bin Laden sul proprio territorio. La morte di Osama bin Laden è stata definita un "punto di svolta" ed un colpo fatale ad al Qaida, dalle più alte autorità USA.

### Iran
Nei primi anni 1950, la Central Intelligence Agency e il Secret Intelligence Service britannico ricevettero l'ordine di rovesciare il governo dell'Iran, il primo ministro Mohammed Mosaddeq, e restaurare il deposto scià Mohammad Reza Pahlavi. Questo evento fu chiamato Operazione Ajax. L'agente CIA di rango più elevato era Kermit Roosevelt Jr., nipote del presidente Theodore Roosevelt. L'operazione impiegò tutte le componenti SAC: azione politica, influenza coperta e attività paramilitari. La componente paramilitare comprendeva l'addestramento di guerriglieri anticomunisti per contrastare il partito Tudeh nel caso che — approfittando del caos generato dall'Operazione ajax — esso avesse conquistato il potere. Benché sia stata un significativo successo tattico/operativo, l'Operazione Ajax è considerata assai controversa e annovera numerosi critici.
Nel novembre 1979 un gruppo di studenti e militanti islamisti occupò l'ambasciata americana per sostenere la rivoluzione iraniana. La sfortunata operazione delle forze armate USA che il 24 aprile 1980 cercò di liberare i 52 ostaggi dall'ambasciata americana a Teheran fu chiamata Operazione Eagle Claw. Parecchie squadre SAC/SOG si infiltrarono a Teheran per dar man forte a questa operazione.
Il 9 marzo 2007, il supposto agente CIA Robert Levinson fu prelevato a forza dall'isola di Kish (Iran). Il 7 luglio 2008 lo scrittore premio Pulitzer e giornalista d'inchiesta Seymour Hersh pubblicò un articolo sul New Yorker in cui affermava che l'amministrazione Bush avesse emanato un presidential finding che autorizzava la CIA ad iniziare operazioni transfrontaliere in Iran da Iraq e Afghanistan. Queste operazioni sarebbero state contro la Forza Quds, la componente commando delle guardie rivoluzionarie iraniane, obiettivi strategici del settore pubblico e privato, e "obiettivi di alto valore" nella guerra al terrorismo. Erano coinvolti nel raggiungimento degli scopi CIA anche i Mojahedin del Popolo Iraniano, noti in Occidente come M.E.K., e gli insorgenti del Sistan e Baluchistan. "Il Finding era volto a frustrare le ambizioni nucleari iraniane e a tentare di colpire il governo attraverso il campo di regime," disse una persona che ben ne conosceva i contenuti, e implicava "cooperazione con i gruppi di opposizione ed erogazione di aiuti in denaro." Ogni significativa azione contro l'Iran da parte dell'amministrazione Obama sarebbe verosimilmente provenuta direttamente dal SAC. e nel luglio 2010 il direttore Panetta scelse un ex capo del SAC come nuovo direttore NCS. Levinson sarebbe asseritamente deceduto nel 2020 (o ancor prima), mentre era prigioniero degli iraniani.

### Libia
Dopo che i movimenti della Primavera araba avevano spodestato i governanti di Tunisia ed Egitto, ossia i suoi vicini rispettivamente ad ovest e ad est, anche in Libia iniziò una grande rivolta nel febbraio 2011. Per reazione, l'amministrazione Obama inviò agenti paramilitari SAC per valutare la situazione ed acquisire informazioni sulle forze di opposizione. Gli esperti si chiedono se queste squadre abbiano avuto un ruolo nella capacità degli oppositori di prevalere sul regime di Gheddafi, e se al Qaida fosse presente tra gli elementi ribelli.
Le autorità USA misero in chiaro che non ci sarebbero state truppe americane "sul terreno", implicitamente ammettendo il ricorso ad agenti paramilitari. Nelle prime fasi degli attacchi aerei a guida USA nell'offensiva libica, agenti paramilitari avevano partecipato al salvataggio di un pilota USAF il cui velivolo si era schiantato per problemi meccanici. Si ipotizzò che nel marzo 2011 il presidente Obama avesse presentato un finding per azione coperta che autorizzerebbe la CIA all'attività clandestina per fornire armi ed altra assistenza all'opposizione libica.

### Siria
Le squadre paramilitari sono state schierate in Siria per riferire sulla sollevazione in corso, per avvicinare i gruppi ribelli, i loro capi e potenzialmente addestrare, equipaggiare e guidare uno di loro contro il regime di Bashar al-Assad. Ad inizio settembre 2013, il presidente Obama disse ai senatori USA che la CIA aveva addestrato il primo contingente da 50 insorgenti e che erano stati infiltrati in Siria. Il dispiegamento di questa unità e la fornitura di armi potevano essere la prima misura tangibile di supporto da quando gli USA affermarono che avrebbero iniziato ad appoggiare l'opposizione. Nell'ottobre 2013, il CAS fu incaricato di sostenere i ribelli siriani moderati per aiutare a costruire una situazione di stallo e una soluzione politica nella guerra civile siriana. Questo programma è stato considerato troppo limitato per avere il risultato desiderato. Ad ogni modo, con l'avvento dello Stato Islamico, il SAC ricevette l'incarico di comando e controllo dello scontro sul terreno contro tale organizzazione. Il combattimento varcava i confini tra Iraq e Siria.
Nel 2015 l'insieme del JSOC delle forze armate USA e del SAC della CIA divenne ancora la forza di elezione per combattere questo conflitto. Il SAC mise in piedi un robusto programma di azione coperta per rovesciare il regime di Assad. Il programma ebbe successo, e nel 2015 i ribelli muniti di missili anticarro misero in rotta le forze governative nella Siria del nord. Ma verso la fine del 2015 i russi vennero in soccorso di Assad e la loro azione puntava dritta sui guerriglieri sponsorizzati CIA che contrastavano le truppe siriane. Molti di quei combattenti morirono, e le fortune della fazione ribelle si invertirono. Secondo il Middle East Institute, il programma non ha mai ricevuto il livello di supporto politico che era necessario per avere successo. "Non gli hanno mai dato risorse o spazio necessari per determinare le dinamiche del conflitto. Hanno continuato a sostentare con il contagocce i gruppi di opposizione in modo che sopravvivessero a stento ma mai abbastanza per diventare protagonisti."
Nel dicembre 2016 il presidente Donald Trump annunciò l'imminente ritiro delle truppe USA impegnate a combattere lo Stato Islamico (ISIS) nella Siria nordorientale. La decisione a sorpresa di Trump capovolse la linea politica di Washington nel Medio Oriente. Al contempo infiammava le ambizioni e le ansie dei vari soggetti locali e di area in lizza per condizionare a proprio vantaggio il futuro della Siria. Molti esperti proposero che il presidente Trump potesse mitigare ricorrendo al SAC le conseguenze avverse del ritiro della forze convenzionali USA. Molti ritengono che il presidente abbia scelto di "sostituire le forze terrestri USA in Siria con personale della Special Activities Division CIA" e che il processo fosse iniziato mesi prima dell'annuncio.

#### Operazione Kayla Mueller
Il 26 ottobre 2019 la Delta Force del Joint Special Operations Command USA compì un'incursione nella provincia siriana di Idlib al confine con la Turchia, culminata con la morte di Ibrahim Awad Ibrahim Ali al-Badri al-Samarrai, meglio noto come Abu Bakr al-Baghdadi. L'azione scaturì dalle informazioni raccolte dalla Special Activities Division CIA, e dalla conseguente localizzazione precisa del bersaglio, sempre a cura della SAD. Con inizio dopo la mezzanotte locale, gli otto elicotteri che trasportavano le squadre, accompagnati da aerei di supporto, solcarono centinaia di miglia di spazio aereo controllato da Iraq, Turchia e Russia. Raggiunto l'obiettivo, fu inutilmente intimata la resa a Baghdadi; le forze americane provocarono un vasto buco su un lato del complesso. Assaltato quest'ultimo, fu praticato un rastrellamento, e gli occupanti che non si arrendevano furono passati per le armi. Dopo due ore di scontri, Baghdadi, inseguito dalle forze USA si infilò in una galleria senza uscita e si fece esplodere con un giubbetto esplosivo, uccidendo contemporaneamente tre dei suoi figli. La complessa operazione fu resa ardua pure dal contemporaneo ritiro delle forze USA dalla Siria nordorientale.

## Missione globale

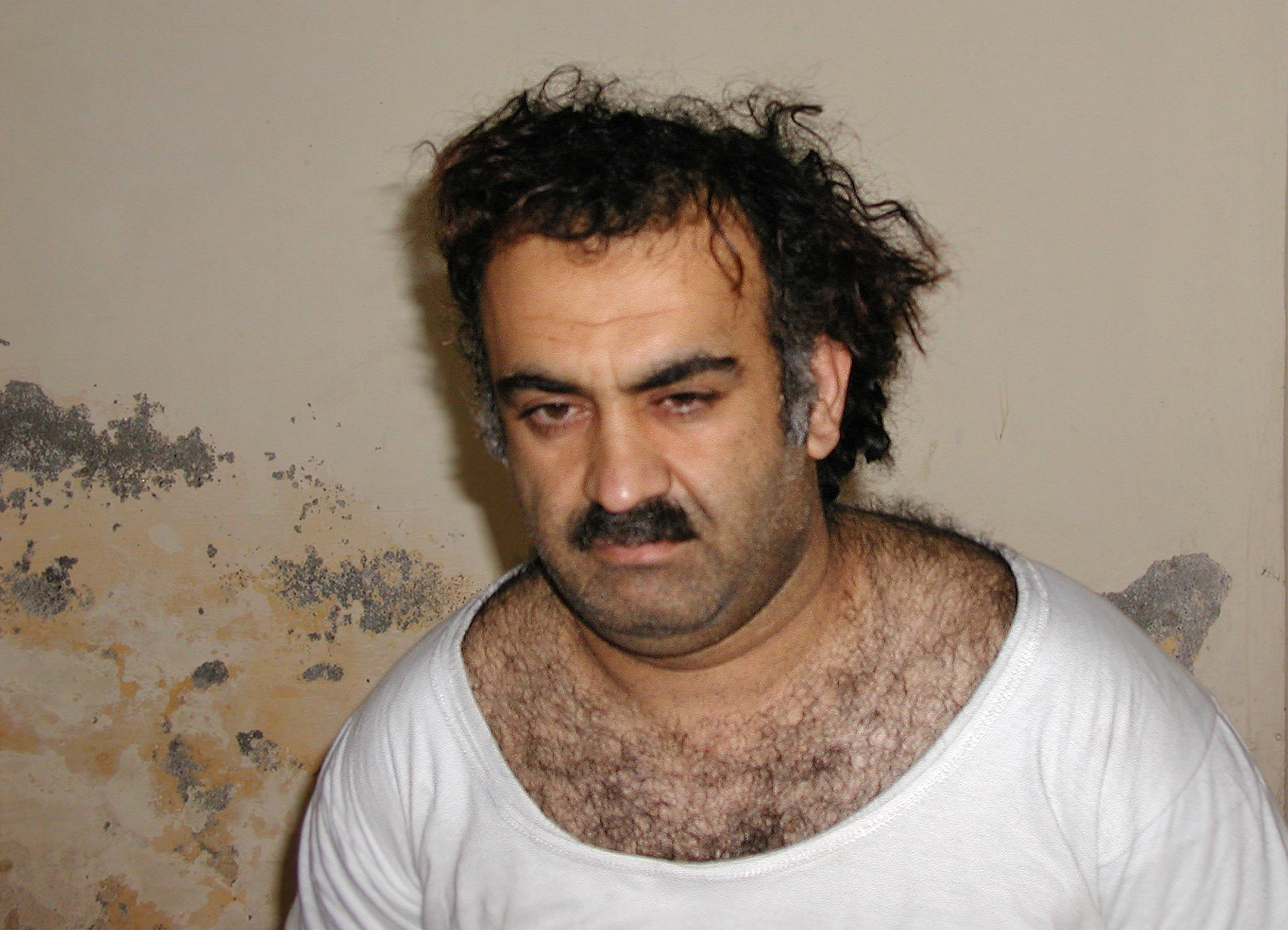
Khalid Shaykh Muhammad dopo la cattura.

La CIA ha sempre avuto uno Special Activities Center, che svolge segretamente missioni di operazioni speciali.
Però, dopo l'11 settembre 2001, il governo USA ha fatto assai di più affidamento su SAC/SOG poiché il contrasto al terrorismo di solito non comporta la lotta contro altri eserciti. Piuttosto, implica il movimento furtivo dentro e fuori Stati quali Pakistan, Iran e Somalia in cui le forze armate americane non sono legalmente autorizzate ad operare. Se ci sono missioni da svolgere in Paesi che sono interdetti alle forze per operazioni speciali delle forze armate USA, l'indicazione elettiva punta principalmente alle unità SAC/SOG.
Nella Guerra al terrorismo il SAC guida la guerra coperta scatenata contro al Qaida. Le squadre paramilitari SAC/SOG hanno catturato molti tra i capi di più alto livello. Tra questi: Abu Zubaydah, capo delle operazioni di al Qaida; Ramzi bin al-Shibh, il cosiddetto "ventesimo dirottatore"; Khalid Sheikh Mohammed, architetto degli attentati dell'11 settembre 2001 a New York City e Washington D.C.; Abd al-Rahim al-Nashiri, supposto organizzatore dell'attentato allo USS Cole e capo delle attività di al Qaida nel Golfo Persico fino alla sua cattura nel novembre 2002; Abu Faraj al-Libi, "generale di campo" di al Qaida che si pensa potesse aver assunto il ruolo di numero 3 di al Qaida dopo la cattura di Khalid Sheikh Mohammed in Pakistan; e il mullah Abdul Ghani Baradar, il secondo in comando dei talebani e il comandante talebano di più alto livello catturato nella guerra in Afghanistan. Prima che iniziasse la "Guerra al terrorismo", il SAC/SOG individuò e catturò molti militanti di spicco e criminali internazionali, tra cui Abimael Guzmán e Ilic Ramirez Sanchez ("Carlos"). E sono appena due dei più di 50 catturati da SAC/SOG soltanto tra il 1983 e il 1995.
Nel 2002 l'amministrazione George W. Bush predispose una lista di "capi terroristi" che la CIA è autorizzata ad uccidere attraverso omicidio mirato, se la cattura non è pratica e le vittime civili possono essere contenute in un numero accettabile. La lista comprende leader cruciali di al Qaida come Osama bin Laden (deceduto) e il suo vicecomandante, Ayman al-Zawahiri, più altre figure di al Qaida e gruppi affiliati. È chiamata "lista di obiettivi di alto valore". Sul piano legale, non c'è bisogno che il presidente approvi ogni nome della lista, né la CIA è tenuta ad ottenere l'approvazione del presidente per specifici attacchi, ma il presidente è pienamente informato sulle attività.

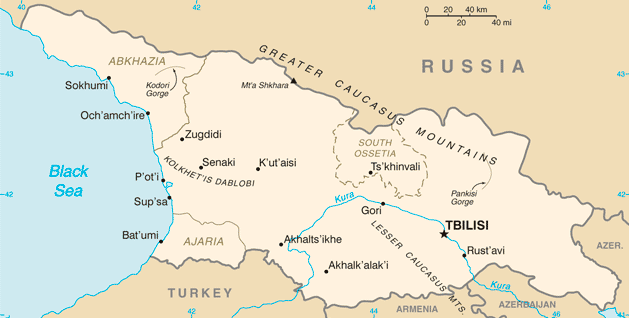
Ubicazione della valle del Pankisi (Pankisi Gorge) in Georgia.

Sono state inviate squadre SAC/SOG in Georgia, dove si ritiene che decine di fuggiaschi di al Qaida siano riparati dall'Afghanistan mescolandosi a separatisti ceceni e migliaia di rifugiati nel Pankisi. La loro azione ha già portato alla cattura di 15 militanti arabi legati ad al Qaida.
Le squadre SAC/SOG hanno operato anche nelle Filippine, in cui 1200 consiglieri militari americani concorsero ad addestrare soldati locali a "operazioni anti-terrorismo" contro Abu Sayyaf, un gruppo islamista radicale che si sospetta abbia legami con al Qaida. Si sa poco su questo programma USA di azione coperta, ma alcuni analisti credono che "l'ala paramilitare della CIA, la Special Activities Division [ci si riferisce al precedente nome del SAC], sia stata autorizzata a dare la caccia a sospetti nelle Filippine sul presupposto che le sue azioni non verranno riconosciute".
Il 14 luglio 2009 alcuni giornali riferirono che il DCIA Leon Panetta era stato informato di un programma CIA che non era stato esposto alle commissioni di vigilanza del Congresso. Panetta annullò l'iniziativa e ne riferì l'esistenza al Congresso e al presidente. Il programma consisteva di squadre di agenti paramilitari SAC organizzati per eseguire operazioni di omicidi mirati contro agenti al Qaida in ogni Paese del mondo. Secondo il Los Angeles Times, il DCIA Panetta "non ha escluso il rilancio del programma". Si discute se l'ex vicepresidente Dick Cheney avesse ordinato alla CIA di non informare il Congresso. Secondo alti ufficiali dell'intelligence, questo programma era un tentativo di evitare le vittime civili che si possono registrare con gli attacchi di droni Predator che lanciano missili Hellfire.
Secondo molti esperti, l'amministrazione Obama ha fatto affidamento sulla CIA e le sue potenzialità paramilitari, anche più di quanto si avvalesse delle forze militari USA, per proseguire la lotta ai terroristi in Afghanistan e nella regione del Pakistan, oltre che in posti quali Yemen, Somalia e Nordafrica. Ronald Kessler afferma nel suo libro The CIA at War: Inside the Secret War Against Terror che sebbene le operazioni paramilitari abbiano un peso rilevante sulla disponibilità di risorse, stanno vincendo la guerra al terrorismo.
Agenti paramilitari SAC/SOG eseguirono l'evacuazione clandestina di cittadini USA e personale diplomatico in Somalia, Iraq (durante la Guerra del Golfo) e Liberia durante periodi di ostilità, e ancora l'infiltrazione di Paramilitary Operations Officer prima dell'ingresso di forze militari USA in ogni conflitto a partire dalla Seconda Guerra Mondiale. Agenti SAC hanno agito nascostamente dal 1947 in posti quali Corea del Nord, Vietnam, Laos, Cambogia, Libano, Iran, Siria, Libia, Iraq, El Salvador, Guatemala, Colombia, Messico, Nicaragua, Honduras, Cile, Bosnia ed Erzegovina, Serbia, Somalia, Kosovo, Afghanistan e Pakistan.
Nell'amministrazione Trump il SAC ha iniziato a diramare unità di agenti paramilitari in tutto il mondo per localizzare terroristi, ed esse hanno assunto la guida principale delle operazioni antiterrorismo in Afghanistan.
Nel 2019 fu pubblicato il libro di Annie Jacobsen (finalista del Premio Pulitzer) "Surprise, Kill, Vanish: The Secret History of CIA Paramilitary Armies, Operators, and Assassins". L'autrice definisce la Special Activities Division della CIA come "un ramo della CIA altamente classificato e la più efficace forza di operazioni clandestine al mondo." Afferma ancora che ogni presidente americano dalla Seconda guerra mondiale ha chiesto alla CIA di praticare sabotaggio, sovversione e omicidi.

## Innovazioni nelle operazioni speciali

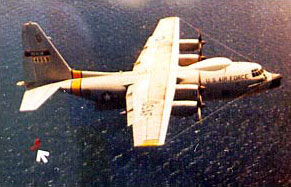
Nell'immagine, degli anni 1950, è mostrato un aereo Lockheed MC-130 "Combat Talon I" impegnato in una missione di recupero clandestina di un agente segreto mediante il cosiddetto "metodo Fulton".

Il sistema di recupero terra-aria Fulton (STARS) è un metodo sviluppato negli anni 1950 dagli agenti paramilitari CIA per recuperare persone dal terreno con un aereo Lockheed MC-130 "Combat Talon I". Utilizza un'imbracatura e un palloncino autogonfiabile che porta un cavo di sollevamento collegato. Un MC-130E aggancia la linea con il suo giogo a V e l'individuo viene avvolto a bordo. Progetto COLDFEET fu una missione di grande successo del 1962 in cui due agenti militari si paracadutarono in un remoto sito sovietico abbandonato nell'Artico. I due furono poi esfiltrati dal gancio Fulton volante. La squadra raccolse prove di ricerche avanzate su sistemi acustici per individuare sotto lo strato di ghiaccio sottomarini USA e di tentativi di sviluppare tecniche di guerra artica antisommergibile.
Il sergente maggiore Billy Waugh era un militare delle forze speciali distaccato presso la CIA negli anni 1960. Nel periodo trascorso al MACV-SOG in Vietnam, sviluppò ed eseguì il primo lancio HALO in situazione di combattimento. Nell'ottobre 1970 si svolse una pratica di infiltrazione di combattimento nel Nord Vietnam, nella "Zona di guerra D", nel Vietnam del Sud, la prima di questo tipo di infiltrazione in una zona di combattimento. HALO è un metodo per far arrivare personale, equipaggiamento e provviste attraverso un aereo da trasporto ad alta quota mercé un lancio da paracadute in caduta libera. HALO e HAHO sono note pure come Military Free Fall (MFF). Nella tecnica HALO, il paracadutista apre il paracadute nella bassa quota dopo un volo in caduta libera utilizzato per eludere l'avvistamento nemico. Waugh ancora guidò la prima infiltrazione paracadutista di ricognizione speciale in combattimento nel territorio nemico controllato dall'esercito nordvietnamita (NVA) il 22 giugno 1971.

## Dotazioni e abbigliamento
Per aumentare ocultamento e negabilità, gli agenti SAC di solito non portano uniformi delle forze armate USA quando operano dietro le linee nemiche, e raramente adoperano armi leggere in dotazione a reparti USA. Scelgono vestiti specifici a seconda del Paese in cui si recano, delle necessità della missione (di solito si vestono come civili, ad esempio con i costumi nazionali popolari se operano in Afghanistan) e armi locali (di solito fucili Kalashnikov). Però ci sono prove che vestano capi mimetici specifici (comunemente noti come camuffamento tigre del deserto, che attualmente non è ufficialmente adottato dalle forze armate USA) ed altre armi di tipo occidentale (come la carabina M4) se agiscono al fianco di altre forze speciali alleate.
Queste sono alcune delle armi da fuoco che sono state confermate dalla squadra operazioni speciali:
- Pistola Glock (di solito preferito il modello Glock 17)
- Mitra Heckler & Koch MP5
- Carabina M4A1
- Fucile d'assalto Heckler & Koch HK416
- Fucile d'assalto stile AK.

## Membri degni di nota
- George Bacon
- Morris "Moe" Berg
- William Francis Buckley
- William Colby
- Jerry Daniels
- John Downey
- Richard Fecteau
- James "Jim" Glerum
- Wilbur "Will" Green
- Thomas "Tom" Fosmire
- Ronald Belliveau
- Richard (Dick) Holm
- Bill Lair
- Lloyd C. "Pat" Landry
- Natalie Price
- Grayston Lynch
- Michael Patrick Mulroy
- Anthony Poshepny (detto Tony Poe)
- Phillip Reilly
- William "Rip" Robertson
- Felix Rodriguez
- Johnny Micheal Spann
- Gar Thorsrud
- Ernest "Chick" Tsikerdanos
- Michael G. Vickers
- Billy Waugh
- William (Bill) Young
- Leo Camilleri
- Gregory Vogle
- Douglas A. Zembiec
- Chris Mueller e William Carlson: il 25 ottobre 2003, gli agenti paramilitari Christopher Mueller e William "Chief" Carlson furono uccisi mentre conducevano un'operazione per uccidere/catturare leader al-Qaeda di alto livello nei pressi di Shkin (Afghanistan). Entrambi questi agenti sono stati onorati con le stelle sul CIA Memorial Wall nel loro quartier generale a Langley (Virginia).[295] "Il coraggio di questi due uomini non può essere sopravvalutato", ha detto il direttore della Central Intelligence George J. Tenet a una riunione di diverse centinaia di dipendenti dell'Agenzia e di familiari. "Chris e il Capo hanno messo la vita degli altri prima della loro". Questo è puro eroismo". Mueller, un ex Navy SEAL e Carlson, un ex soldato delle Forze Speciali dell'Esercito, operatore della Delta Force, e membro della Nazione dei Piedi Neri in Montana, sono morti durante questa operazione segreta. Entrambi gli agenti hanno salvato la vita ad altri, compresi i soldati afghani, durante lo scontro con le forze di al-Qaeda.[295][296] Il libro di Oliver North American Heroes in Special Operations dedica un capitolo alla loro storia.[297]

## Agenti di influenza degni di nota
- Virginia Hall (1906–1982) Goillot iniziò come unico agente paramilitare dell'OSS. Mentre cacciava in Turchia nel 1932, si sparò ad una gamba, che in seguito le fu amputata sotto il ginocchio. Si paracadutò in Francia, per organizzarvi la resistenza, legandosi la protesi al corpo. Fu insignita della Distinguished Service Cross. Sposò un agente OSS di nome Paul Goillot ed entrambi passarono alla CIA come agenti per operazioni paramilitari del SAD. Una volta inseritasi, la signora Goillot lasciò il segno come agente di azione politica svolgendo ruoli importanti nelle attività in Guatemala e Guyana. Queste attività comportavano la destituzione clandestina dei governi di questi due Paesi, per ordine del presidente degli Stati Uniti.[298]
- E. Howard Hunt (1918–2007), dopo la formazione nella Ivy League, divenne un ufficiale della marina militare che entrò nella CiA nel 1949 dopo il servizio nell'OSS durante la Seconda guerra mondiale. Hunt fu un agente di azione politica in quella che si sarebbe chiamata Special Activities Division.[299] Divenne capo stazione a Città del Messico nel 1950, alle dipendenze di William F. Buckley, Jr., (da non confondersi con un famoso Paramilitary Officer della SAD con lo stesso nome) che lavorò per la CIA in Messico nel periodo 1951-1952. Buckley, un altro specialista SAD dell'azione politica, prestò servizio solo brevemente nella CIA e in seguito divenne noto come il padre del movimento conservatore americano moderno. Buckley e Hunt rimasero sempre amici.[300] Hunt condusse l'Operazione PBSUCCESS, che rovesciò il governo nel Guatemala nel 1954, ebbe un ruolo di primo piano nella Invasione della baia dei Porci, spesso nominata a proposito dell'Assassinio di John Fitzgerald Kennedy, e fu uno degli agenti dello Scandalo Watergate.[301] Fu anche un celebre scrittore con più di 50 libri al suo attivo. Furono pubblicati sotto vari alias e parecchi ebbero adattamenti cinematografici.[302]
- David Atlee Phillips (1922–1988) Forse il più famoso agente di propaganda al servizio della CIA in ogni tempo, Phillips iniziò la carriera come giornalista e attore dilettante a Buenos Aires (Argentina). Entrò nell'Agency negli anni 1950 e fu uno dei principali architetti dell'operazione per destituire Arbenz, il presidente comunista del Guatemala (1954). In seguito partecipò come membro principale alla Task Force istituita a Langley per il colpo di mano alla Baia dei Porci, e alle successive attività anti-castriste nel corso degli anni 1960. Creò la Association of Former Intelligence Officers (AFIO, "associazione di ex agenti segreti") dopo aver vinto una causa per diffamazione che gli era stata intentata.
- Kermit Roosevelt, Jr. (1916–2000), è stato un agente di azione politica nella SAD che coordinò la Operazione Ajax della CIA, che provocò il colpo di Stato contro il primo ministro iraniano democraticamente eletto Mohammed Mossadegh, restaurando il regime monarchico di Mohammad Reza Pahlavi, scià dell'Iran, e il Trono del sole iraniano nell'agosto 1953. Suo nonno era il presidente americano Theodore Roosevelt.

## CIA Memorial Wall
Il CIA Memorial Wall si trova al quartier generale CIA di Langley (Virginia). Onora i dipendenti CIA che persero la vita nell'adempimento del dovere. Ci sono 129 stelle intagliate nel muro di marmo, ciascuno rappresenta un agente. La maggioranza di loro erano agenti paramilitari. Un libro nero, detto "Libro d'onore", sta oltre le stelle ed è incastonato in una lastra di vetro dello spessore di un pollice. Dentro questo libro ci sono stelle, ordinate per anno di morte, e a fianco i nomi di 91 dipendenti che perirono in servizio della CIA. Gli altri nomi restano segreti, anche da morti.
La Third Option Foundation (TOF) è un'organizzazione nazionale senza scopo di lucro costituita per sostenere le famiglie degli agenti paramilitari caduti. Il nome allude al motto dello Special Activities Center della CIA: Tertia Optio, la terza opzione del presidente quando la forza militare è inappropriata e la diplomazia insufficiente. La TOF offre programmi completi di resilienza familiare, sostegno finanziario per le famiglie degli agenti paramilitari caduti in azione ed opera dietro le scene per "aiutare silenziosamente quelli che servono silenziosamente".

## Opere di fantasia
- In Madam Secretary, Henry McCord (marito della Segretaria di Stato in carica) è direttore della Special Activities Division nelle stagioni 3 e 4. La Special Activities Division compare anche nella stagione 2 dello spettacolo Jack Ryan su Amazon TV.
- Red Zone - 22 miglia di fuoco segue una task force di élite composta di agenti paramilitari del Ground Branch (SAD).
- In Call of Duty: Modern Warfare (2019) il giocatore impersona un agente SAD dal nome in codice "Alex".
- Call of Duty: Black ops (2010) Alex Mason e Frank Woods

### Altro
- Air America and The Ravens. by Chris Robbins – Both are the history of CIA/IAD's war in Laos, providing biographies and details on such legendary CIA PMCOs as Wil Green, Tony Poe, Jerry Daniels, Howie Freeman, Bill Lair, and the pilots, ground crew and support personnel managed by IAD/SOG/AIR BRANCH under the proprietaries Bird Air, Southern Air Transport, China Air Transport and Air America – and the U.S. Air Force forward air controllers (RAVENS) who were brought in under CIA/IAD command and control as "civilians" to support secret combat ops in Laos.
- Raiders of the China Coast by Frank Holober – History of CIA/IAD paramilitary operations in the Taiwan Straits, 1947–1955, with details on such PMCOs as Ernie Tskikerdanos.
- Black Hawk Down: A Story of Modern War, Bowden, Mark (1999), Atlantic Monthly Press. Berkeley, California. ISBN 0-87113-738-0 about operation Gothic Serpent
- Killing Pablo: The Hunt for the World's Greatest Outlaw, Bowden, Mark (2001), ISBN 0-87113-783-6 about the hunt for Pablo Escobar
- Bush at War by Bob Woodward, 2001, detailing the initial invasion of Afghanistan and the role of SAD.
- First In: An Insiders Account of how the CIA Spearheaded the War on Terror in Afghanistan by Gary Schroen, 2005.
- Jawbreaker: The Attack on Bin Laden and AL Qaeda: A personal account by the CIA's field Commander by Gary Berntsen and Ralph Pezzulla, 2005.
- Kill bin Laden, by Dalton Fury, St. Martin's Press, 2008.
- Wild Bill Donovan: The Last Hero, by Anthony Cave Brown, New York: Times Books, 1982.
- Safe For Democracy: The Secret Wars Of The CIA, John Prados, Ivan R. Dee, Chicago, 2006.
- Inside Delta Force, Haney, Eric L. (2002), New York: Delacorte Press, 325 pages. ISBN 978-0-385-33603-1.
- Not a Good Day to Die: The Untold Story of Operation Anaconda, Naylor, Sean (2005), Penguin Group, New York about Operation Anaconda; details, among other things, the actions of SAD Paramilitary officers during this chaotic 2002 battle in Afghanistan.
- Preparing the Battlefield: The Bush Administration steps up its secret moves against Iran, Seymour M. Hersh, July 7, 2008. <http://www.newyorker.com/reporting/2008/07/07/080707fa_fact_hersh>
- Orphans Of The Cold War: America And The Tibetan Struggle For Survival, John Kenneth Knaus, 1999 ISBN 1891620851.
- Horse Soldiers: The Extraordinary Story of a Band of U.S. Soldiers Who Rode to Victory in Afghanistan, Doug Stanton, 2009.
- Masters of Chaos: The Secret History of the Special Forces, Linda Robinson, 2004.
- The One Percent Doctrine: Deep Inside America's Pursuit of Its Enemies Since 9/11, Ron Suskind, Simon and Schuster, 2006.
- Surprise, Kill, Vanish: The Secret History of CIA Paramilitary Armies, Operators, and Assassins. Annie Jacobsen ISBN 978-0316441438
- National Geographic: CIA Confidential, Afghanistan and Pakistan, <>.
- American spy: my secret history in the CIA, Watergate, and beyond, E. Howard Hunt; with Greg Aunapu; foreword by William F. Buckley, Jr. (2007)
- Wilson, Jeremy, Seven Pillars of Wisdom – Triumph and Tragedy, in T. E. Lawrence Studies, 2004. URL consultato il 17 luglio 2008 (archiviato dall'url originale il 17 maggio 2008).